# Ejecución de la familia Románov

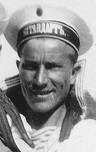
El marinero Klimenti Nagorny quien formaba parte de la leal servidumbre del Zar fue uno de los primeros ejecutados por los bolcheviques en Tobolsk.

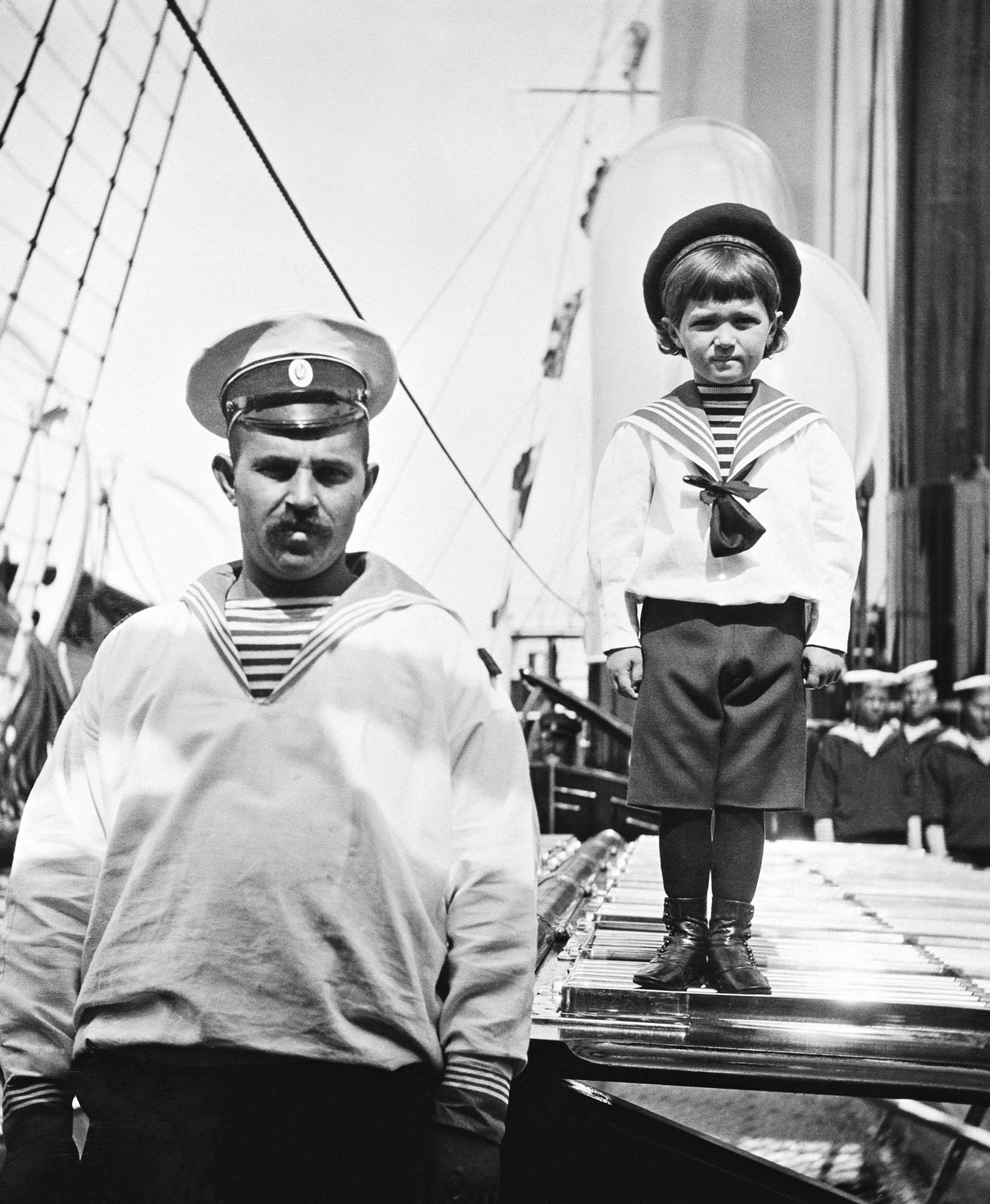
El marinero Andréi Derevenko, cuidador de Alekséi Románov, desertó de Tsárskoye Seló apenas fue confinada la familia del Zar.

La ejecución de la familia imperial Románov (el zar Nicolás II, su esposa, la zarina Alejandra, y sus cinco hijos Olga, Tatiana, Maria, Anastasia y Alekséi) y todos aquellos que decidieron acompañarlos en su confinamiento —especialmente Eugene Botkin, Anna Demídova, Alekséi Trupp e Iván Jaritónov— fue un acontecimiento que tuvo lugar en Ekaterimburgo la noche del 16 al 17 de julio de 1918. El zar y su familia fueron asesinados a tiros y bayonetazos por tropas bolcheviques, entre ellos Piotr Ermakov, y dirigidos por Yákov Yurovski bajo las órdenes del Sóviet Regional de los Urales. Algunos investigadores creen que la ejecución fue ordenada por Vladímir Lenin, Yákov Sverdlov y Félix Dzerzhinski. Sus cuerpos fueron llevados luego al bosque Koptyakí, donde fueron desnudados, mutilados con granadas y ácido y quemados. Inicialmente arrojados al pozo de una mina llamada Gánina Yama, los restos fueron posteriormente desechados en dos fosas excavadas en un campo llamado Porosiónkov Log. Una investigación del Ejército Blanco no pudo encontrar la tumba, concluyendo que los restos de la familia imperial habían sido incinerados en la mina, ya que se encontraron indicios de fuego.
Después de la Revolución de Febrero de 1917, la familia Románov y sus leales sirvientes fueron confinados en el Palacio de Alejandro en Tsárskoye Seló antes de ser trasladados a Tobolsk y luego a Ekaterimburgo, donde fueron asesinados, supuestamente por orden expresa de Vladímir Lenin. A pesar de haber sido informado de que "toda la familia sufrió el mismo destino que su cabeza", los bolcheviques solo anunciaron la muerte de Nicolás, con el comunicado de prensa oficial de que "la esposa y el hijo de Nicolás Románov han sido enviados a un lugar seguro". Durante más de ocho años, los líderes soviéticos mantuvieron una red sistemática de desinformación sobre el destino de la familia, desde afirmar en septiembre de 1919 que fueron asesinados por revolucionarios de izquierda hasta negar rotundamente en abril de 1922 que estaban muertos. Reconocieron los asesinatos en 1926 tras la publicación de una investigación realizada por un emigrado blanco, pero sostuvieron que los cuerpos fueron destruidos y que el Gabinete de Lenin no era responsable. El encubrimiento soviético de los asesinatos alimentó los rumores de supervivientes, lo que llevó a la aparición de impostores Románov que atrajeron la atención de los medios de la Rusia soviética. Iósif Stalin suprimió la discusión sobre el destino de la familia a partir de 1938.
El lugar del enterramiento fue descubierto en 1979 por un detective aficionado, pero la existencia de los restos no se hizo pública hasta 1989, durante el período de la glásnost. La identidad de los restos fue confirmada por la investigación forense y de ADN. Fueron reubicados en la Catedral de San Pedro y San Pablo en San Petersburgo en 1998, 80 años después de su muerte, en un funeral al que no asistieron miembros clave de la Iglesia ortodoxa rusa, que cuestionó la autenticidad de los restos. Una segunda tumba más pequeña con los restos de dos jóvenes Románov, no presentes en la tumba más grande, fue descubierta por arqueólogos aficionados en 2007. Sin embargo, sus restos se guardaron en un depósito estatal en espera de más pruebas de ADN. En 2008, tras una considerable y prolongada disputa legal, la oficina del fiscal general de Rusia rehabilitó a la familia Románov como "víctimas de represiones políticas". El gobierno postsoviético abrió una causa penal en 1993, pero nadie fue procesado por el hecho de que todos los autores ya habían muerto.
Algunos historiadores atribuyen la orden al gobierno de Moscú, específicamente a Sverdlov y Lenin, quienes deseaban impedir el rescate de la familia imperial por la Legión Checoslovaca que se aproximaba (luchando con el Ejército Blanco contra los bolcheviques) durante la Guerra Civil Rusa. Esto es apoyado por un pasaje en el diario de Lev Trotski. Una investigación dirigida por Vladímir Soloviov concluyó en 2011 que, a pesar de la apertura de los archivos estatales en los años postsoviéticos, todavía no se ha encontrado un documento escrito que indique que Lenin o Sverdlov instigaron las órdenes; sin embargo, respaldaron las ejecuciones después de que ocurrieron. Lenin tenía un control estrecho sobre los Románov, aunque aseguró que su nombre no estaba asociado con su destino en ningún documento oficial. El expresidente ruso Borís Yeltsin describió los asesinatos como una de las páginas más vergonzosas de la historia rusa.

## Contexto histórico

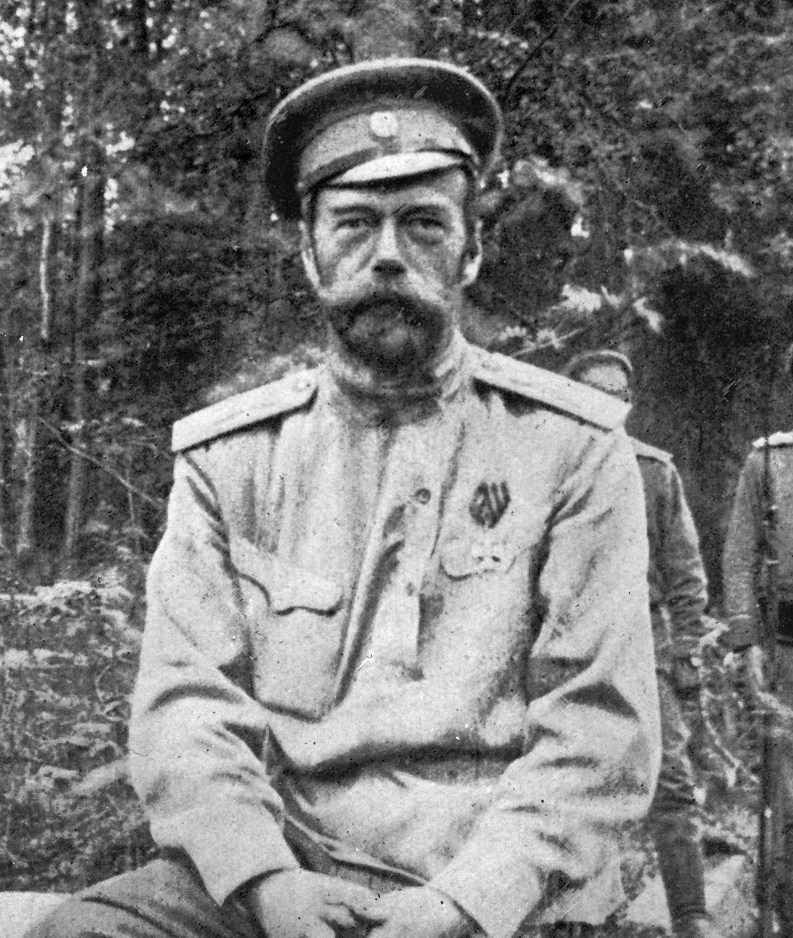
Nicolás II como prisionero en los jardines del Palacio de Alejandro (1917).

El 22 de marzo de 1917, Nicolás, que ya no era monarca y fue llamado por los centinelas como «Nicolás Románov», se reunió con su familia en el Palacio de Alejandro en Tsárskoye Seló. Fue puesto bajo arresto domiciliario con su familia por el Gobierno Provisional, rodeado de guardias y confinado, sin poder alejarse en los jardines ni salir de la propiedad desalojada.

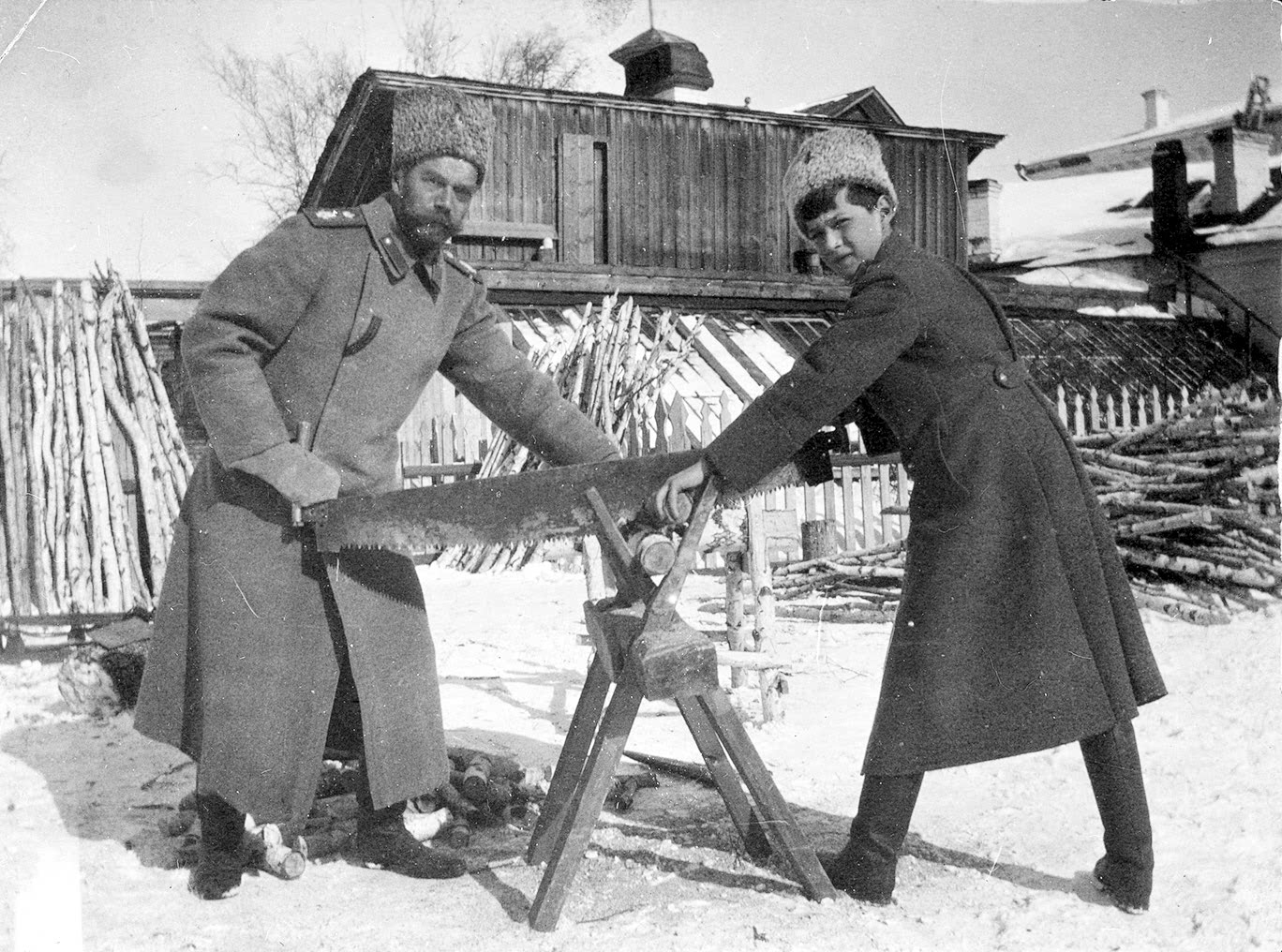
El zar y el zarévich Alekséi en Tobolsk (finales de 1917).

En agosto de 1917, el gobierno provisional ruso de Aleksandr Kérenski evacuó a los Románov a Tobolsk, supuestamente para protegerlos de la marea creciente de la revolución. Allí vivían en la mansión del exgobernador con considerable comodidad. Después de que los bolcheviques llegaran al poder en la Revolución de Octubre de 1917, las condiciones de su confinamiento se hicieron más estrictas, y las conversaciones sobre someter a Nicolás a un juicio se hicieron más frecuentes. A Nicolás se le prohibió llevar charreteras, y los centinelas garabatearon dibujos obscenos en la cerca para ofender a sus hijas. Desde el 1 de marzo de 1918, la familia fue alimentada con raciones de soldados, lo que significó separarse de 10 sirvientes devotos y renunciar a la mantequilla y el café.
Mientras los bolcheviques aumentaban su  fuerza, en abril el gobierno trasladó a Nicolás, Alejandra y su hija María desde Tobolsk a Ekaterimburgo, bajo la dirección de Vasili Yákovlev. El zarévich Alekséi, quien padecía hemofilia severa, se había puesto demasiado enfermo para acompañar a sus padres y permaneció con sus hermanas Olga, Tatiana y Anastasia, y parte del séquito un mes más, no abandonando Tobolsk hasta mayo de 1918. La familia fue confinada en la Casa Ipátiev de Ekaterimburgo, que fue designada como «casa de propósito especial» (en ruso: Дом Особого Назначения).

Todos los detenidos serán tomados como rehenes, y el menor intento de acción contrarrevolucionaria en la ciudad resultará en la ejecución sumaria de los rehenes.
— Anuncio en el periódico local de Filipp Goloschokin, a cargo del confinamiento de la familia en Ekaterimburgo.

### La «casa de propósito especial»

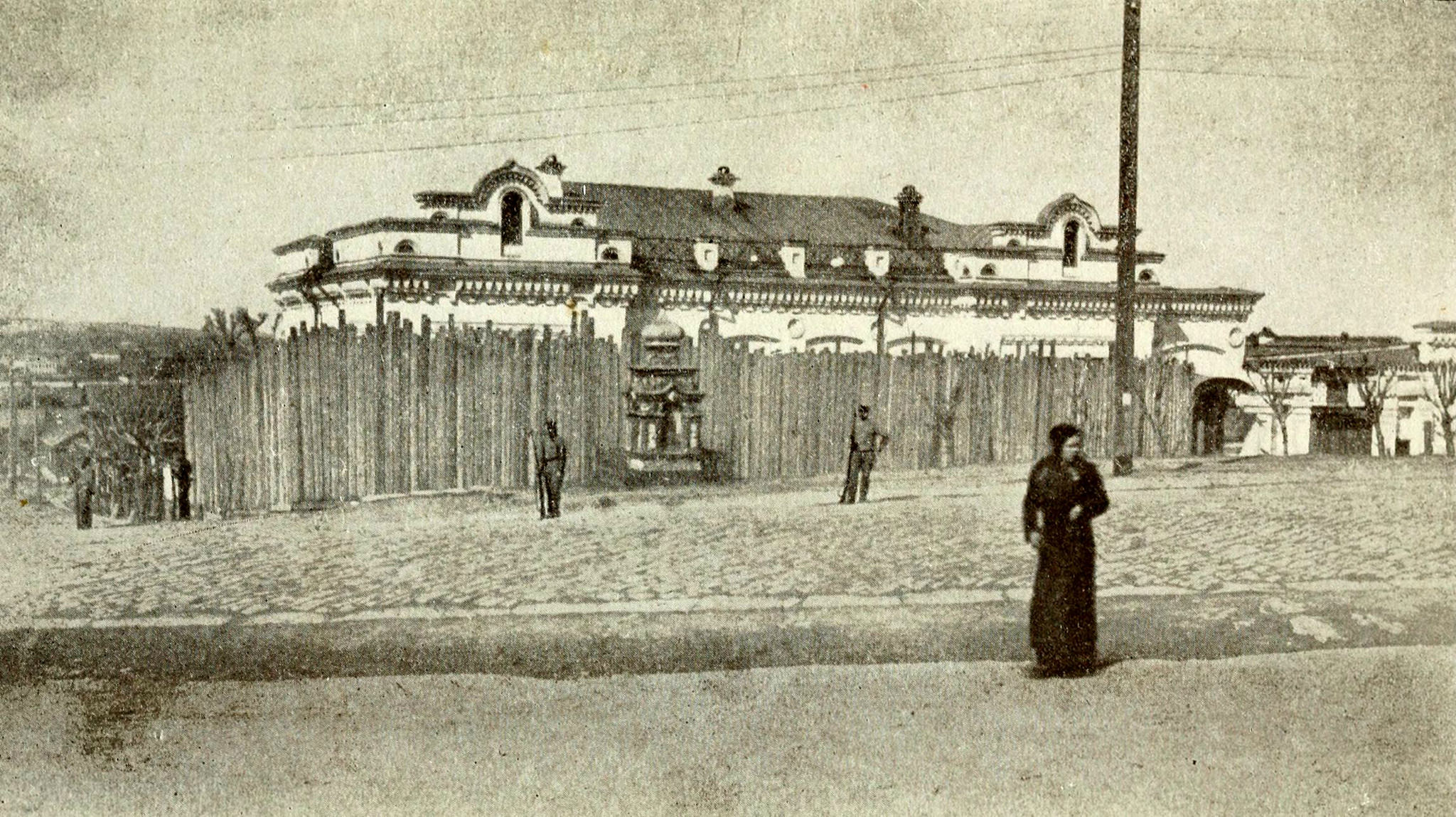
La Casa Ipátiev, con la empalizada erigida justo antes de que Nicolás, Alejandra y María llegaran el 30 de abril de 1918. En la parte superior izquierda de la casa hay una ventana de buhardilla del ático donde se colocó una ametralladora Maxim. Directamente debajo estaba el dormitorio del zar y la zarina.

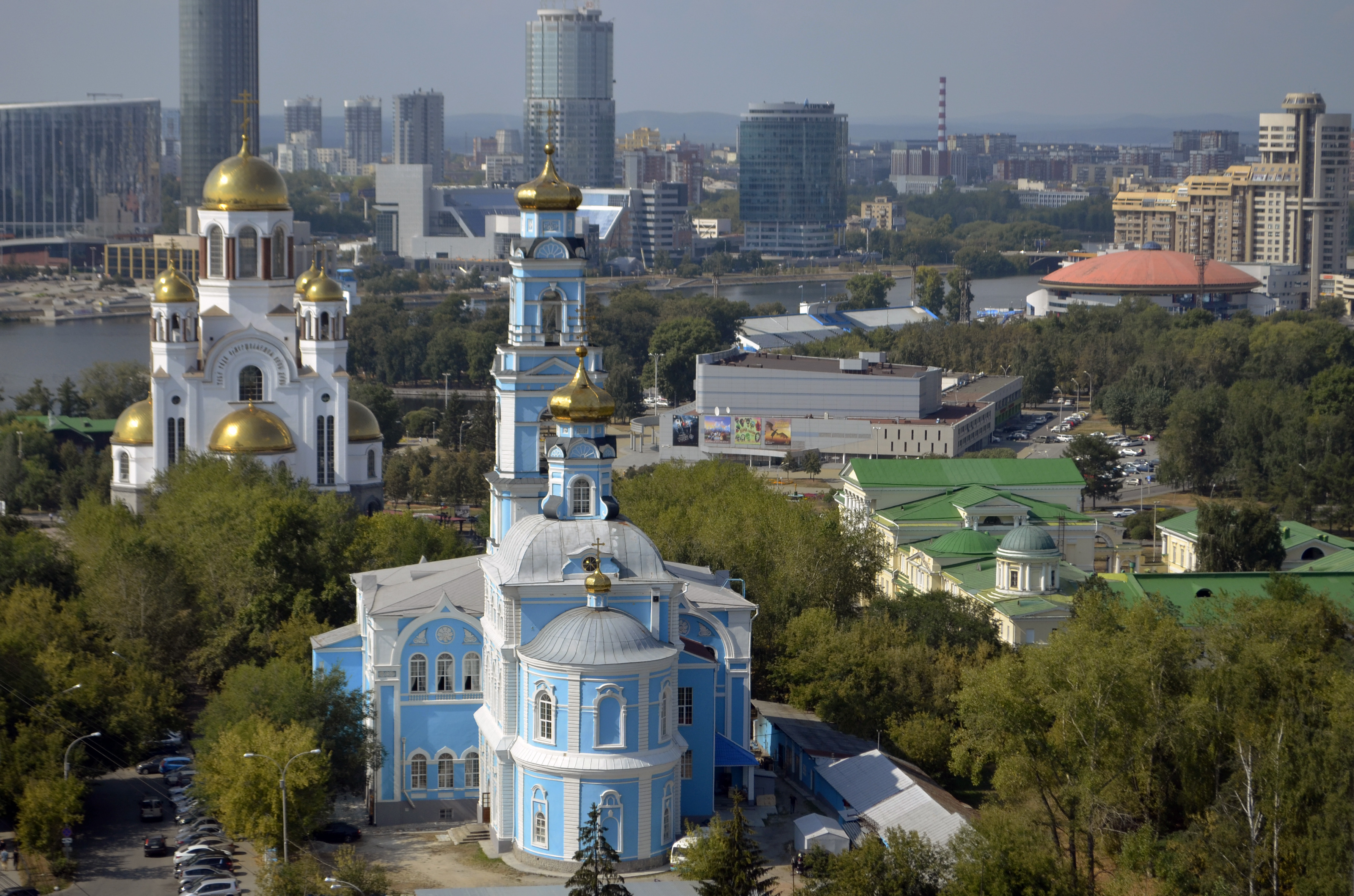
La Iglesia sobre la sangre de Ekaterimburgo en la actualidad (arriba a la izquierda), donde estaba la Casa Ipátiev. La catedral Voznesénskaya está en primer plano, donde se montó una ametralladora en el campanario dirigido al dormitorio del zar y la zarina en la esquina sureste de la casa.

La familia imperial se mantuvo en estricto aislamiento en la Casa Ipátiev. Sus miembros tenían estrictamente prohibido hablar cualquier otro idioma que no fuera el ruso. No se les permitió el acceso a su equipaje, que fue almacenado en una dependencia en el patio interior. Se confiscaron sus cámaras brownie y equipo fotográfico. A los criados se les ordenó dirigirse a los Románov solo por sus nombres y patrónimos. La familia fue sometida a registros regulares de sus pertenencias, a la confiscación de su dinero para "custodiarlo el tesorero del Sóviet regional del Ural" y se intentó quitar las pulseras de oro de Alejandra y sus hijas de sus muñecas. La casa estaba rodeada por una empalizada doble de 4 metros de altura que la ocultaba totalmente desde las calles. La cerca inicial encerró el jardín a lo largo de la calle Voznesenski. El 5 de junio, se erigió una segunda empalizada, más alta y más larga que la primera, que encerraba completamente la propiedad. Una de las razones para la construcción de esta última fue el descubrimiento de que los espectadores que estaban afuera podían ver las piernas de Nicolás sobre la empalizada cuando usaba el doble columpio en el jardín.
Las ventanas de todas las habitaciones de la familia se cerraron herméticamente y se cubrieron con periódicos (más tarde, el 15 de mayo, fueron pintadas con cal). La única fuente de ventilación de la familia era una fórtochka (pequeña ventana) en el dormitorio de las grandes duquesas, pero estaba estrictamente prohibido asomarse; en mayo, un centinela disparó un tiro a Anastasia cuando se asomó. Después de repetidas solicitudes, una de las dos ventanas en el dormitorio de la esquina del zar y la zarina se abrió el 23 de junio de 1918. Sin embargo, se ordenó a los guardias que aumentaran su vigilancia y se advirtió a los prisioneros que no miraran por la ventana ni intentaran señalar a nadie afuera, so pena de recibir un disparo. Desde esta ventana, solo podían ver desde la casa la torre de la Catedral Voznesénskaya, ubicada al otro lado de la carretera. El 11 de julio, se instaló una rejilla de hierro después de que Alejandra ignorara las repetidas advertencias del comandante, Yákov Yurovski, de no estar demasiado cerca de la ventana abierta.
El comandante de la guardia y sus ayudantes superiores tenían acceso en cualquier momento a todas las habitaciones ocupadas por la familia. Los prisioneros debían tocar el timbre cada vez que deseaban salir de sus habitaciones para usar el baño en el rellano. Sin embargo, se impuso un estricto racionamiento del suministro de agua a los prisioneros después de que los guardias se quejaron de que se agotaba regularmente. El entretenimiento solo se permitía dos veces al día en el jardín durante media hora por la mañana y por la tarde. Sin embargo, los prisioneros tenían estrictas instrucciones de no entablar conversación con ninguno de los guardias. Las raciones eran principalmente té y pan negro para el desayuno y chuletas o sopa con carne para el almuerzo; se informó a los prisioneros que "ya no se les permite vivir como zares". A mediados de junio, las monjas del Monasterio Novo-Tíjvinski también traían comida a la familia a diario, la mayoría de la cual era desviada al llegar por los captores. A la familia no se le permitió visitas ni recibir y enviar cartas. La princesa Elena de Serbia visitó la casa en junio, pero los guardias le negaron la entrada a punta de pistola, mientras que las visitas regulares del Dr. Vladímir Derevenko para tratar a Alekséi se redujeron cuando Yurovski se convirtió en comandante. No se les permitieron salidas a la Divina Liturgia en la iglesia cercana. A principios de junio, la familia ya no recibía tampoco periódicos.

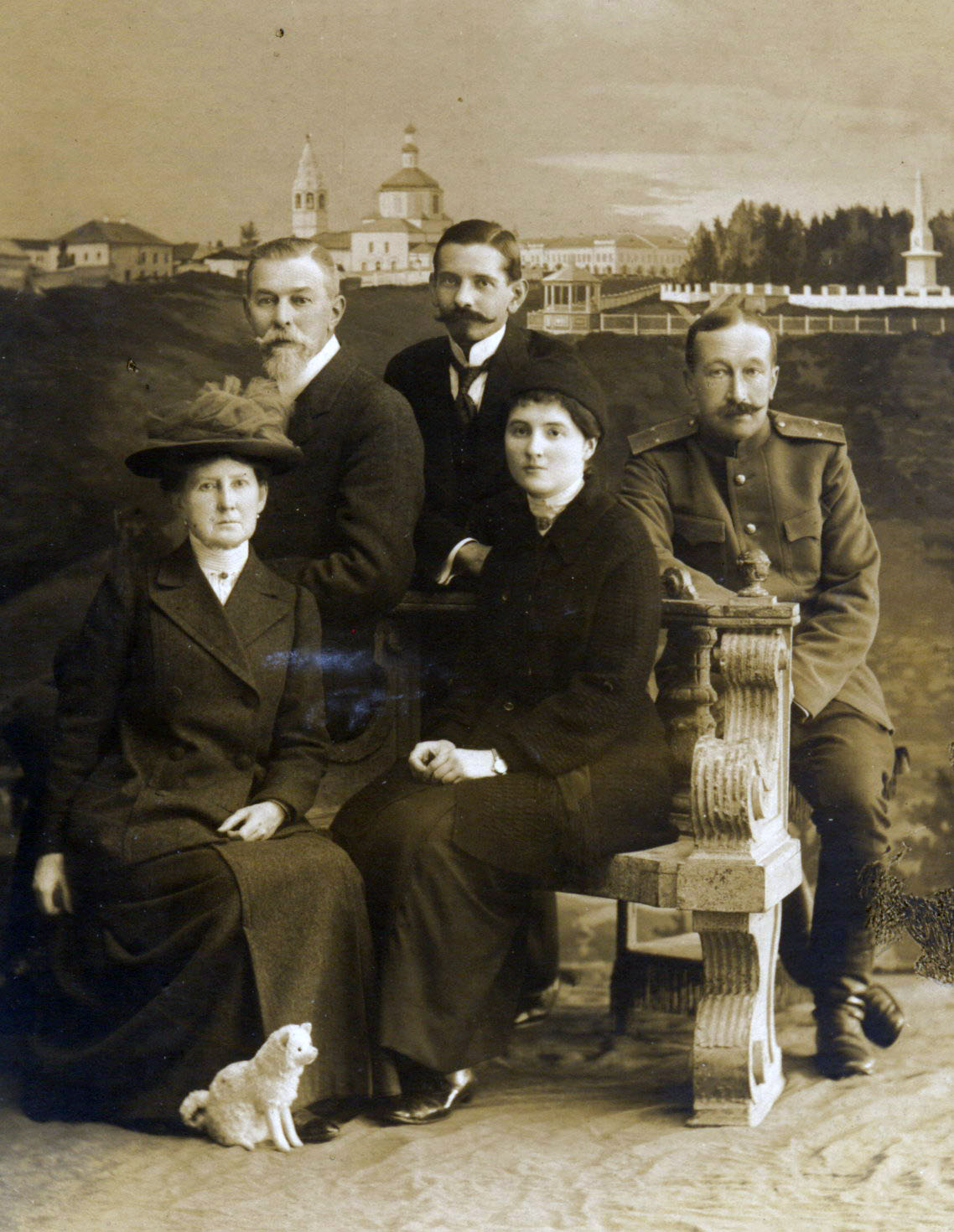
El séquito de los Románov. De izquierda a derecha: Catharina Schneider, Ilyá Tatíschev, Pierre Gilliard, Anastasía Héndrikova y Vasili Dolgorúkov. Acompañaron voluntariamente a la familia Románov al exilio, pero fueron separados de ellos por la fuerza por los bolcheviques en Ekaterimburgo. Todos, excepto Gilliard, fueron luego asesinados por los bolcheviques.

Para mantener una sensación de normalidad, los bolcheviques aseguraron a los Románov el 13 de julio de 1918 que dos de sus fieles sirvientes, Klimenti Nagorny (el marinero que atendía a Alekséi) e Iván Sedniov (criado de OTMA —acrónimo de los nombres de las cuatro hijas del zar—; tío de Leonid Sedniov), "habían sido expulsados de este gobierno" (es decir, fuera de la jurisdicción de Ekaterimburgo y la provincia de Perm). Sin embargo, ambos hombres ya estaban muertos: después de que los bolcheviques los hubieran sacado de la casa Ipátiev en mayo, la Cheka les había disparado junto con un grupo de otros rehenes el 6 de julio, en represalia por la muerte de Iván Mályshev, un bolchevique local asesinado por los blancos. El 14 de julio, un sacerdote y un diácono llevaron a cabo una liturgia para los Románov. A la mañana siguiente, cuatro sirvientas fueron contratadas para lavar los pisos de la Casa Popov y la Casa Ipátiev; fueron los últimos civiles en ver a la familia con vida. En ambas ocasiones, estaban bajo estrictas instrucciones de no entablar conversaciones de ningún tipo con la familia. Yurovski siempre vigilaba durante la liturgia y mientras las criadas limpiaban las habitaciones con la familia.
Los 16 hombres de la guardia interna dormían en el sótano, el pasillo y la oficina del comandante durante los turnos. La guardia externa dirigida por Pável Medvédev constaba de 56 integrantes, que se alojaron en la Casa Popov, enfrente. A los guardias se les permitió traer mujeres para sesiones de sexo y bebida en la Casa Popov y en los sótanos de la Casa Ipátiev. Había cuatro emplazamientos de ametralladoras: uno en el campanario de la Catedral Voznesénskaya apuntando hacia la casa; un segundo en la ventana del sótano de la casa Ipátiev que da a la calle; un tercero vigilaba el balcón que daba al jardín en la parte trasera de la casa; y un cuarto en el ático con vistas a la intersección, directamente encima del zar y el dormitorio de la zarina. Había diez puestos de guardia dentro y alrededor de la Casa Ipátiev, y el exterior estaba patrullado dos veces por hora, día y noche. A principios de mayo, los guardias privaron a los prisioneros del piano en el comedor y lo trasladaron a la oficina del comandante ubicada al lado de las habitaciones de los Románov. Aquí disfrutaron humillándolos por las noches cantando canciones revolucionarias rusas mientras bebían y fumaban. También escucharon los discos de los Románov en el gramófono que les fue confiscado. El baño en el rellano también fue utilizado por los guardias, que garabatearon eslóganes políticos y otras pintadas ofensivas en las paredes. El número de guardias de la Casa Ipátiev era de 300 cuando la familia imperial fue asesinada.
Cuando Yurovski reemplazó a Aleksandr Avdéiev el 4 de julio, trasladó a los antiguos miembros de la guardia interna a la Casa Popov. Los ayudantes principales fueron retenidos, pero fueron designados para vigilar el área del pasillo y ya no tenían acceso a las habitaciones de los Románov, un privilegio otorgado solo a los hombres de Yurovski. Los reemplazos fueron elegidos por la Cheka local de los batallones voluntarios de la fábrica Verj-Isetsk a petición de Yurovski. Quería bolcheviques dedicados a los que se podía confiar para hacer lo que se les pidiera. Fueron contratados en el entendimiento de que estarían preparados, si fuera necesario, para matar al zar, sobre el cual habían jurado guardar el secreto. Nada en ese momento se dijo sobre matar a la familia o los sirvientes. Para evitar que se repitiera la confraternización que había ocurrido bajo Avdéiev, Yurovski eligió principalmente extranjeros. Nicolás señaló en su diario el 8 de julio que "los nuevos letones están de guardia", describiéndolos como «letts», un término comúnmente utilizado en Rusia para definir a personas de origen europeo, no ruso. El cabecilla de los nuevos guardias fue Adolf Lepa, un lituano.

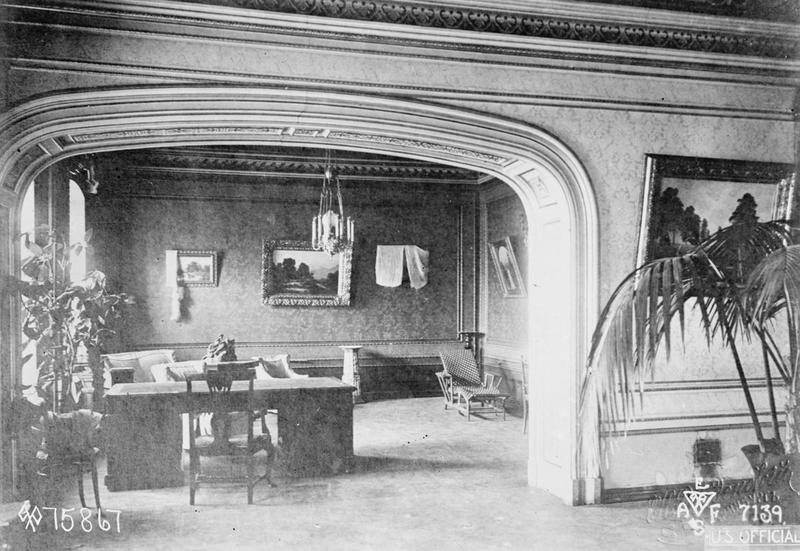
Habitación ocupada por el zar mientras estuvo preso en la Casa Ipátiev. Después pasó a ser ocupada por el General Gaida, de la Legión Checoslovaca.

Mientras la guerra civil continuaba y el Ejército Blanco (una alianza flexible de fuerzas anticomunistas) amenazaba con capturar la ciudad, se temía que los Románov cayeran en manos blancas. Esto era inaceptable para los bolcheviques por dos razones: primero, el zar o cualquiera de los miembros de su familia podían proporcionar un faro para reunir apoyo a la causa blanca; segundo, el zar, o cualquiera de los miembros de su familia si el zar estuviera muerto, sería considerado el legítimo gobernante de Rusia por las otras naciones europeas. Esto habría significado la capacidad de negociar una mayor intervención extranjera en nombre de los blancos. Poco después de que la familia fuera ejecutada, la ciudad cayó ante el ejército blanco. El 25 de julio de 1918, las fuerzas de la Legión Checoslovaca tomaron la ciudad de  Ekaterimburgo, para proteger el Ferrocarril Transiberiano, del cual tenían el control. Según el historiador David Bullock, los bolcheviques, creyendo falsamente que los checoslovacos estaban en una misión para rescatar a la familia, entraron en pánico y ejecutaron a sus prisioneros.
Durante el confinamiento de la familia imperial, a fines de junio, Piotr Vóykov y Aleksandr Beloboródov, presidente del Sóviet Regional de los Urales, dirigieron el contrabando de cartas escritas en francés a la Casa Ipátiev alegando ser un oficial monárquico que buscaba rescatarlos, compuesto a instancias de la Cheka. Estas cartas fabricadas, junto con las respuestas de Románov a ellas (escritas en espacios en blanco o en sobres), proporcionaron al Comité Ejecutivo Central Panruso (CEC) en Moscú una mayor justificación para 'liquidar' a la familia imperial. Más tarde, Yurovski observó que, al responder a las cartas falsas, Nicolás "había caído en un apresurado plan para atraparlo". El 13 de julio, frente a la Casa Ipátiev, se organizó una manifestación de soldados socialistas revolucionarios y anarquistas del Ejército Rojo, en la plaza Voznesensky, exigiendo la destitución del Soviet de Ekaterimburgo y la transferencia del control de la ciudad a ellos. Esta rebelión fue reprimida violentamente por un destacamento de guardias rojos liderados por Piotr Ermakov, que abrió fuego contra los manifestantes, estruendo al alcance del oído del zar y la ventana de la habitación de la zarina. Las autoridades explotaron el incidente como una rebelión liderada por los monárquicos que amenazaba la seguridad de los cautivos en la Casa Ipátiev.

Este hombre cada vez nos gusta menos.
Entrada del diario del zar Nicolás II, en referencia al endurecimiento constante de las restricciones a su familia por parte de Yurovski.

### Planificación de los asesinatos
El Soviet Regional de los Urales acordó en una reunión el 29 de junio que la familia Románov debía ser ejecutada. Filipp Goloschokin llegó a Moscú el 3 de julio con un mensaje insistiendo en la ejecución del zar. Solo asistieron siete de los 23 miembros del Comité Ejecutivo Central Panruso, tres de los cuales fueron Lenin, Sverdlov y Félix Dzerzhinski. Se acordó que el presidium del Sóviet Regional de los Urales debería organizar los detalles prácticos para la ejecución de la familia y decidir el día exacto en que tendría lugar, cuando la situación militar lo dictara, contactando con Moscú para su aprobación final.
También se discutió el asesinato de la esposa y los hijos del zar, pero se mantuvo como secreto de estado para evitar repercusiones políticas; el embajador alemán Wilhelm Mirbach hizo repetidas consultas a los bolcheviques sobre el bienestar de la familia. Otro diplomático, el cónsul británico Thomas Preston, que vivía cerca de la Casa Ipátiev, fue presionado a menudo por Pierre Gilliard, Sydney Gibbes y el Príncipe Vasili Dolgorúkov para ayudar a los Románov, el último hacía contrabando con cartas desde su celda en prisión antes de que él también fuera asesinado por Grigori Nikulin, el asistente de Yurovski. Sin embargo, las solicitudes de Preston para que se le otorgase acceso a la familia fueron rechazadas constantemente. Como Trotski explicaría más tarde, "la familia del zar fue víctima del principio que forma el eje mismo de la monarquía: la herencia dinástica", por lo que sus muertes eran una necesidad. Goloschokin informó a Ekaterimburgo el 12 de julio con un resumen de su discusión sobre los Románov en Moscú, junto con instrucciones de que nada relacionado con sus muertes debería comunicarse directamente a Lenin.
El 14 de julio, Yurovski estaba concluyendo la determinación del sitio donde se habría de producir la eliminación y, al mismo tiempo, cómo destruir tantas evidencias como fuese posible. Con frecuencia consultaba con Piotr Ermakov, quien estaba a cargo del escuadrón de eliminación y afirmaba conocer el campo periférico. Yurovski quería reunir a la familia y los sirvientes en un espacio pequeño y confinado del que no pudieran escapar. La habitación del sótano elegida para este propósito tenía una ventana enrejada que fue clavada para amortiguar el sonido de los disparos y en caso de gritos. Se consideró la posibilidad de dispararles y apuñalarlos por la noche mientras dormían, o bien matarlos en el bosque y arrojarlos después al estanque Iset con trozos de metal cargados en sus cuerpos. El plan de Yurovski era realizar una ejecución eficiente de los 11 prisioneros simultáneamente, aunque también tuvo en cuenta que tendría que evitar que los involucrados violaran a las mujeres o buscaran joyas en los cuerpos.

## Ejecución

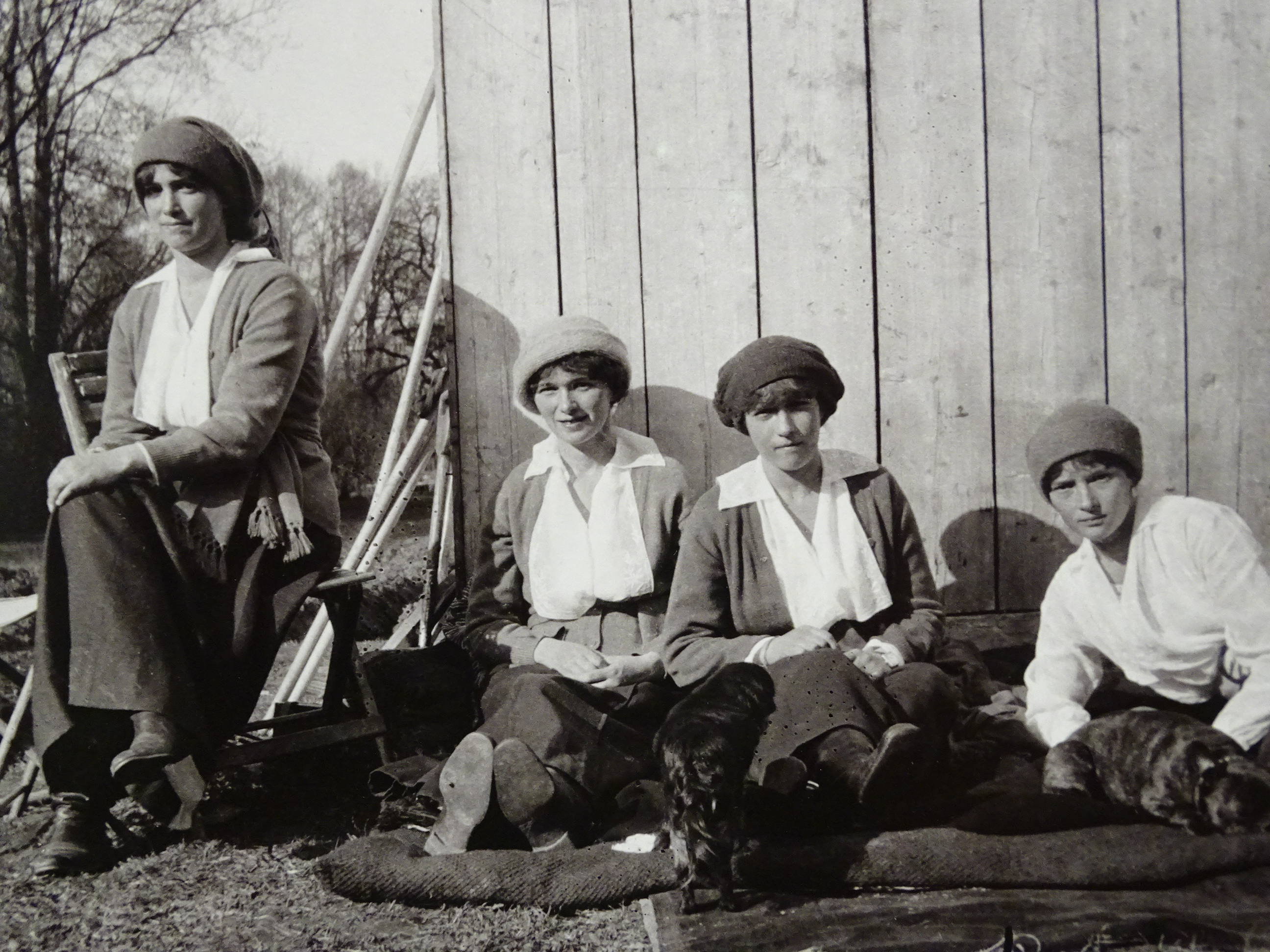
De izquierda a derecha: María, Olga, Anastasia y Tatiana cautivas en Tsárskoye Seló durante la primavera de 1917. Se trata de una de las últimas fotografías conocidas de las hijas del zar Nicolás II. Delante de Anastasia, su perro Jimmy, mientras delante de Tatiana duerme su bulldog francés Ortoni.

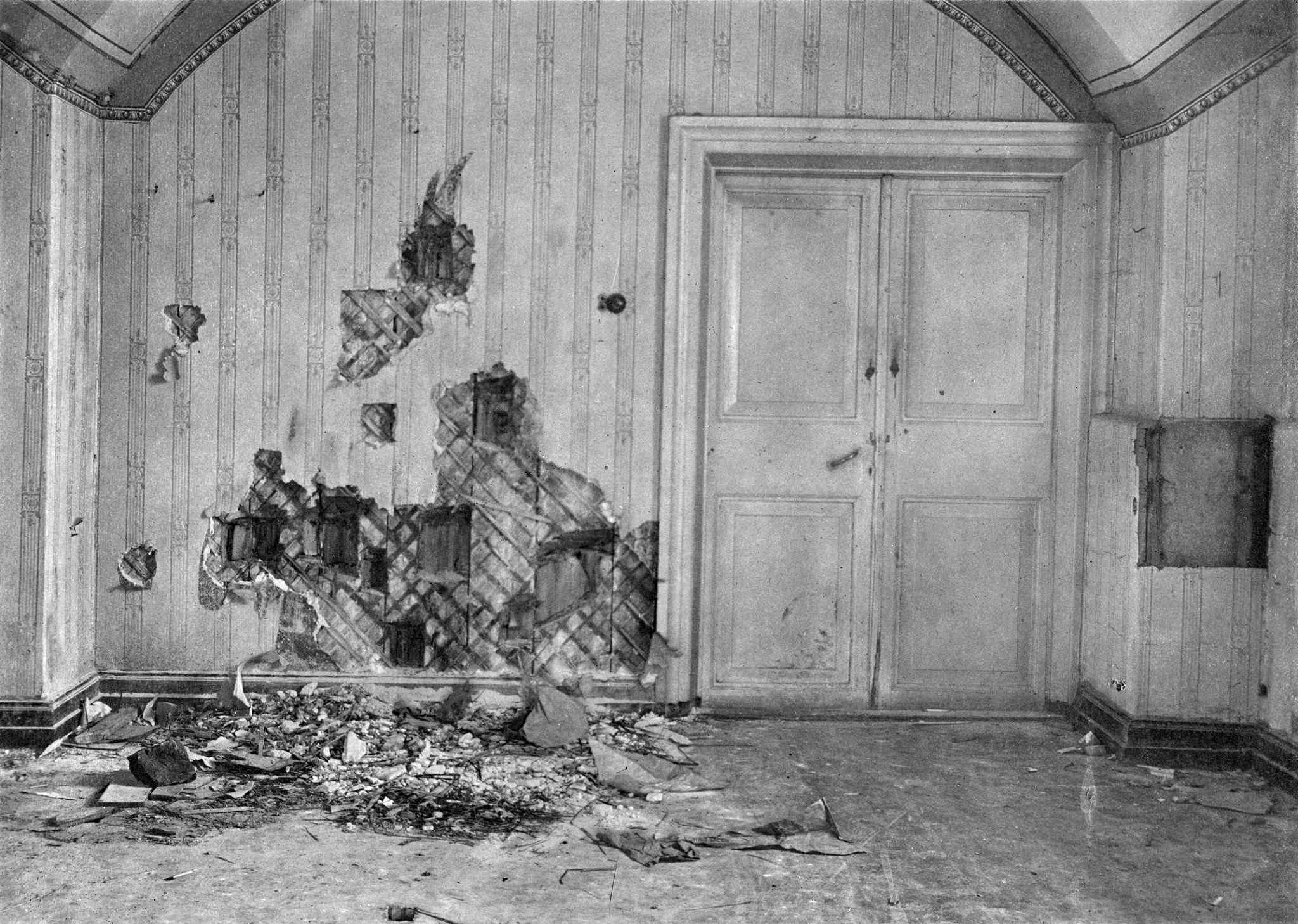
Aspecto del semisótano de la casa Ipátiev, donde fueron fusilados los Románov. El muro se encuentra destrozado por la búsqueda realizada por los investigadores de balas y otras pruebas tras el fusilamiento.

Mientras los Románov cenaban el 16 de julio de 1918, Yurovski entró en la sala de estar y les informó que el chico de la cocina Leonid Sedniov se iba a encontrar con su tío, Iván Sedniov, que había regresado a la ciudad pidiendo verlo; Iván ya había recibido un disparo de la Cheka. La familia estaba muy molesta ya que Leonid era el único compañero de juegos de Alekséi y el quinto miembro del séquito imperial del que serían privados, pero Yurovski les aseguró que volvería pronto. Alejandra no confiaba en Yurovski, escribiendo en su anotación final en su diario, solo unas horas antes de su muerte, "si es [sic] cierto y ¡volveremos a ver al niño otra vez!". Leonid fue retenido en la Casa Popov esa noche. Yurovski no vio ninguna razón para matarlo y quería que lo retiraran antes de que se llevara a cabo la ejecución.
Hacia medianoche, Yákov Yurovski, el comandante de la Casa de propósito especial, ordenó al médico de los Románov, el doctor Eugene Botkin, que los despertara y les ordenara vestirse con el pretexto de que iban a ser trasladados a un lugar más seguro ante el inminente caos que reinaría en Ekaterimburgo. Los Románov fueron llevados a un semisótano de 6 × 5 m. Nicolás preguntó si Yurovski podía traer tres sillas para que Alekséi y los zares se sentaran, ya que los centinelas dijeron a la familia que debían esperar hasta la llegada del camión que los trasladaría. Unos minutos después llegó un escuadrón de ejecución de la policía secreta y Yurovski leyó en voz alta la orden que recibía del Comité Ejecutivo de los Urales:

Nikolái Aleksándrovich, en vista del hecho de que tus parientes continúan atacando a la Rusia Soviética, el Comité Ejecutivo de los Urales ha decidido ejecutarte.

Nicolás, volviéndose hacia su familia, dijo: «¿Qué? ¿Qué?». Yurovski repitió rápidamente la orden y se alzaron las armas. Olga, según el testimonio de uno de los guardias, intentó persignarse, pero no lo consiguió al iniciarse el fusilamiento. Según los relatos, Yurovski apuntó su arma hacia el torso de Nicolás y disparó; Nicolás cayó muerto. Yurovski a continuación disparó a Alekséi. El resto de los ejecutores comenzaron entonces a disparar caóticamente hasta que todas las víctimas previstas cayeron al suelo. Dispararon varias veces más y abrieron las puertas para disipar el humo. Piotr Ermakov, el comisario militar de Verj-Isetsk, disparó y mató a Alejandra de un tiro en la cabeza. Luego le disparó a María, que corrió hacia las puertas dobles, alcanzándola en el muslo. Los verdugos restantes dispararon desordenadamente y por encima de los hombros de los que estaban delante hasta que la habitación estuvo tan llena de humo y polvo que nadie pudo ver nada en la oscuridad ni escuchar órdenes en medio del ruido.
Alekséi Kabánov salió a la calle para verificar los niveles de ruido, escuchó perros ladrando desde los cuartos de los Románov y el sonido de disparos fuertes y claros, a pesar del ruido del motor del Fiat. Después, Kabanov se apresuró a bajar y les dijo a los hombres que dejaran de disparar y mataran a la familia y a sus perros con sus culatas y bayonetas. En cuestión de minutos, Yurovski se vio obligado a detener el tiroteo debido al humo de la pólvora quemada, el polvo desprendido del techo de yeso causado por la reverberación de las balas y los disparos ensordecedores. Cuando se detuvieron, las puertas se abrieron para dispersar el humo. Mientras esperaban que el humo disminuyera, los asesinos podían escuchar gemidos dentro de la habitación. Cuando se aclaró, se hizo evidente que, aunque los zares y varios de los criados de la familia habían sido asesinados, todos los hijos del zar aún estaban vivos y solo María había resultado herida.
El ruido de las armas había sido escuchado por los hogares de todo el barrio, despertando a muchas personas. Se ordenó a los verdugos que usaran sus bayonetas, una técnica que resultó ineficaz y significó que los jóvenes debían ser despachados con más disparos, esta vez apuntando más precisamente a sus cabezas. El zarévich fue el primero de los hijos en ser ejecutado. Yurovski observó con incredulidad cómo Nikulin vaciaba un cargador entero de su pistola Browning sobre Alekséi, quien todavía estaba sentado paralizado en su silla; también tenía joyas cosidas en su ropa interior y en la gorra. Ermakov disparó y lo apuñaló, y cuando eso falló, Yurovski lo empujó a un lado y mató al niño con un disparo en la cabeza. Los últimos en morir fueron Tatiana, Anastasia y María, que llevaban más de 1,3 kilogramos de diamantes cosidos en su ropa, lo que les había dado un cierto grado de protección contra los disparos. Sin embargo, también fueron atacadas con bayonetas. Olga sufrió una herida de bala en la cabeza. Se dijo que María y Anastasia, aterrorizadas, se habían agachado contra una pared tapándose la cabeza hasta que les dispararon. Yurovski mató a Tatiana y Alekséi. Tatiana murió de un solo disparo en la parte posterior de la cabeza. Alekséi recibió dos balas en la cabeza, justo detrás de la oreja. Anna Demídova, la criada de Alejandra, sobrevivió al ataque inicial, pero fue rápidamente apuñalada contra la pared trasera mientras intentaba defenderse con una pequeña almohada que había llevado rellena de gemas y joyas preciosas. Mientras los cuerpos estaban siendo colocados en camillas, una de las chicas gritó y se cubrió la cara con el brazo. Ermakov agarró el rifle de Aleksandr Strekotin y cargó con su bayoneta en el pecho, pero cuando no pudo penetrar, sacó su revólver y le disparó en la cabeza.
Mientras Yurovski buscaba el pulso a las víctimas, Ermakov atravesó la habitación y movió los cuerpos con su bayoneta. La ejecución duró unos 20 minutos y Yurovski admitió luego el "pobre dominio de su arma y los nervios inevitables" de Nikulin. Las investigaciones posteriores calcularon que posiblemente se dispararon 70 balas, aproximadamente siete balas por tirador, de las cuales 57 se encontraron en el sótano y en las tres tumbas. Algunos de los portadores de camillas de Pável Medvédev comenzaron a registrar los cuerpos buscando objetos de valor. Yurovski vio esto y exigió que entregasen los objetos saqueados o serían ejecutados. El intento de saqueo, junto con la incompetencia de Ermakov y su estado de embriaguez, convenció a Yurovski de supervisar la eliminación de los cuerpos. Solo el spaniel de Alekséi, Joy, sobrevivió, siendo encontrado vagando por la casa hambriento pero ileso, por un oficial británico de la Fuerza de Intervención Aliada, viviendo sus últimos días en Windsor, Berkshire.
Aleksandr Beloboródov envió un telegrama codificado al secretario de Lenin, Nikolái Gorbunov. Fue encontrado por el investigador blanco Nikolái Sokolov y dice:

Informe a Sverdlov que toda la familia ha compartido el mismo destino que la cabeza. Oficialmente, la familia morirá en la evacuación.

Aleksandr Lisitsyn, de la Cheka, testigo esencial en nombre de Moscú, fue designado para enviar rápidamente a Sverdlov, poco después de las ejecuciones, los diarios y cartas políticamente valiosos de Nicolás y Alejandra, que se publicarían en Rusia lo antes posible. Beloboródov y Nikulin supervisaron el saqueo de los cuartos de los Románov, confiscando todos los artículos personales de la familia; los más valiosos fueron apilados en la oficina de Yurovski, mientras que las cosas consideradas sin importancia y sin valor se quemaron en las estufas. Todo estaba empaquetado en los propios baúles de los Románov para su envío a Moscú bajo la escolta de los comisarios. El 19 de julio, los bolcheviques nacionalizaron todas las propiedades confiscadas de los Románov, el mismo día que Sverdlov anunció la ejecución del zar al Consejo de Comisarios del Pueblo.

### Disposición de los cadáveres
Los cuerpos de los Románov y sus sirvientes fueron cargados en un camión Fiat equipado con un motor de 60 CV, con un área de carga de 1,80 × 3 m de tamaño. Muy cargado, el vehículo luchó durante nueve millas en el camino embarrado para llegar al bosque Koptyakí. Yurovski se enfureció cuando descubrió que el borracho Ermakov solo había traído una pala para el entierro. Alrededor de 800 metros más adelante, cerca del cruce n.º 185 en la línea que da servicio a las obras de Verj-Isetsk, 25 hombres que trabajaban para Ermakov esperaban con caballos y carros ligeros. El sol ya había salido cuando los carros vieron la mina en desuso, que era un gran claro en un lugar llamado los "Cuatro Hermanos". Todos estos hombres estaban intoxicados y se indignaron porque los prisioneros no fueron traídos vivos. Esperaban ser parte de una pandilla de linchamiento. Yurovski mantuvo el control de la situación con gran dificultad, y finalmente logró que los hombres de Ermakov trasladaran algunos de los cuerpos del camión a los carros. Algunos de los hombres de Ermakov cachearon los cuerpos femeninos en busca de diamantes escondidos en la ropa interior, y dos de ellos levantaron la falda de Alejandra y acariciaron sus genitales. Yurovski les ordenó a punta de pistola que retrocedieran, despidiendo a los dos que habían tocado a tientas el cadáver de la zarina y a todos los que había sorprendido saqueando los cadáveres. Uno de los hombres soltó una risita al decir que podía "morir en paz" al haber tocado el "coño real". Los hombres de Yurovski comieron huevos duros provistos por las monjas locales (comida destinada a la familia imperial), mientras que al resto de los hombres de Ermakov se les ordenó regresar a la ciudad ya que Yurovski no confiaba en ellos y estaba disgustado por su estado de embriaguez.

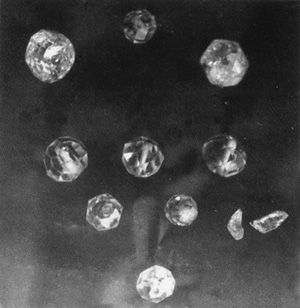
En la disposición apresurada de los cuerpos, los hombres de Yurovski pasaron por alto varias pertenencias como estos topacios, finalmente recuperados por Sokolov en 1919.

Yurovski y otros cinco hombres colocaron los cuerpos sobre la hierba y los desnudaron; la ropa se apiló y se quemó mientras Yurovski hacía un inventario de sus joyas. Solo la ropa interior de María no contenía joyas; para Yurovski era una prueba de que la familia había dejado de confiar en ella desde que en mayo se había mostrado en actitud demasiado amistosa con uno de los guardias. Una vez que los cuerpos estuvieron "completamente desnudos", fueron arrojados a un pozo de mina y rociados con ácido sulfúrico para desfigurarlos y hacer imposible su  reconocimiento. Solo entonces Yurovski descubrió que el pozo tenía menos de 3 metros de profundidad y que había tan poca agua fangosa en su fondo que no permitía que los cadáveres se sumergieran por completo, como había esperado. Trató sin éxito de derrumbar las paredes de la mina lanzando granadas de mano, después de lo cual sus hombres la cubrieron con tierra suelta y ramas. Yurovski dejó a tres hombres para vigilar el sitio mientras regresaba a Ekaterimburgo con una bolsa llena de 18 libras de diamantes saqueados, para informar a Beloboródov y Goloschokin. Se decidió que el pozo era muy poco profundo.
Serguéi Chutskáev, del sóviet local, informó a Yurovski sobre algunas minas de cobre más profundas al oeste de Ekaterimburgo, y una tumba allí tendría menos probabilidades de ser descubierta. Inspeccionó el sitio en la tarde del 17 de julio e informó a la Cheka en el Hotel Amerikánskaya. Ordenó que se enviaran camiones adicionales a Koptyakí mientras asignaba a Piotr Vóykov para obtener barriles de gasolina, queroseno y ácido sulfúrico, y mucha leña seca. Yurovski también confiscó varios carros tirados por caballos para ser utilizados en la extracción de los cuerpos y su traslado al nuevo sitio. Yurovski y Goloschokin, junto con varios agentes de la Cheka, regresaron al pozo minero alrededor de las 04:00 del 18 de julio. Los cadáveres empapados fueron sacados uno por uno usando cuerdas atadas a sus miembros destrozados y colocados debajo de una lona. Yurovski, preocupado de no tener el tiempo suficiente para llevar los cuerpos a la mina más profunda, ordenó a sus hombres que cavaran otro pozo de enterramiento en ese momento, pero el suelo era demasiado duro. Regresó al hotel Amerikanskaya para conversar con la Cheka. Tomó un camión que había cargado con bloques de hormigón para atarlos a los cuerpos antes de sumergirlos en el nuevo pozo de mina. Un segundo camión llevaba un destacamento de agentes de la Cheka para ayudar a mover los cuerpos. Yurovski regresó al bosque a las 22:00 de la noche del 18 de julio. Los cuerpos fueron cargados nuevamente en el camión Fiat, que para entonces había sido sacado del barro.

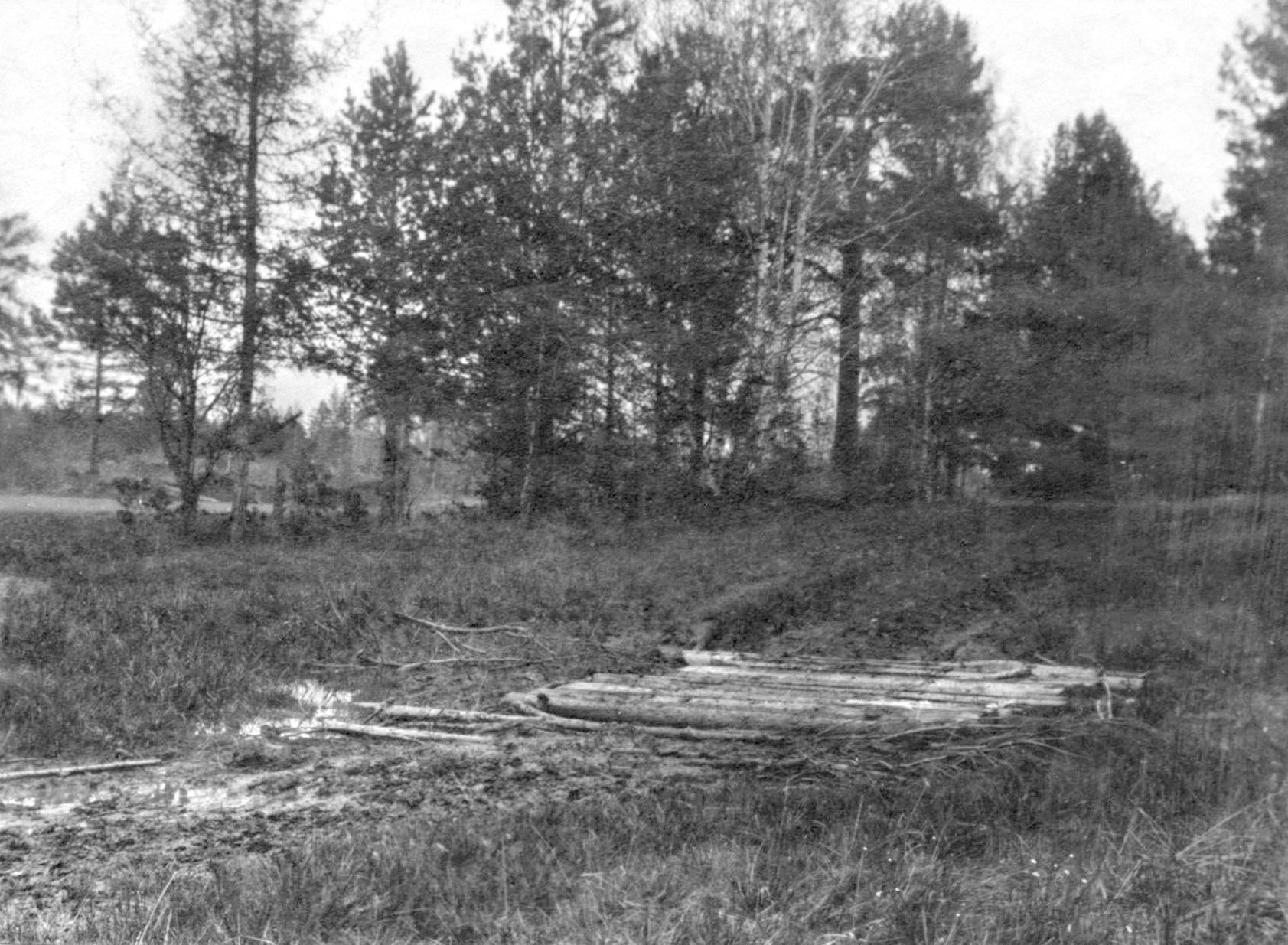
Traviesas ferroviarias en la carretera de Koptyakí en 1919. El investigador Nikolái Sokolov tomó esta fotografía como evidencia de dónde se había quedado atascado el camión Fiat a las 04:30 del 19 de julio, sin saber que en realidad era el segundo lugar de enterramiento.

Durante el transporte a las minas de cobre más profundas en la madrugada del 19 de julio, el camión Fiat que transportaba los cuerpos se quedó atascado nuevamente en el lodo cerca de Porosiónkov Log ("Barranco de los cochinillos"). Con los hombres exhaustos, la mayoría negándose a obedecer las órdenes y acercándose el amanecer, Yurovski decidió enterrarlos junto a la carretera donde el camión se había detenido. Cavaron una tumba de 1,80 × 2,40  metros de tamaño y apenas 60 centímetros de profundidad. El cuerpo de Alekséi Trupp fue arrojado primero, seguido del zar y luego el resto. El ácido sulfúrico se usó nuevamente para disolver los cuerpos, sus caras destrozadas a culatazos y cubiertas con cal viva. Se colocaron traviesas de ferrocarril sobre la tumba para disfrazarla, con el camión Fiat conducido de un lado a otro sobre las traviesas para presionarlas contra la tierra. El entierro se completó a las 06:00 de la mañana del 19 de julio.
Yurovski separó al zarévich Alekséi y a su hermana María para enterrarlos a unos 15 metros de distancia, en un intento de confundir a cualquiera que pudiera descubrir la fosa común con solo nueve cuerpos. Como el cuerpo femenino estaba muy desfigurado, Yurovski la confundió con Anna Demídova; en su informe escribió que en realidad había querido destruir el cadáver de Alejandra. Alekséi y su hermana María fueron quemados en una hoguera y sus huesos carbonizados fueron completamente destrozados con espadas y arrojados a una fosa más pequeña. Se encontraron 44 fragmentos óseos parciales de ambos cadáveres en agosto de 2007.

### Investigación de Sokolov
Después de que Ekaterimburgo cayera ante el Ejército Blanco anticomunista el 25 de julio, el Almirante Aleksandr Kolchak estableció la Comisión Sokolov para investigar los asesinatos a finales de ese mes. Nikolái Sokolov, investigador legal del Tribunal Regional de Omsk, entrevistó a varios miembros del séquito de los Románov en febrero de 1919, en particular Pierre Gilliard, Aleksandra Tégleva y Sydney Gibbes.

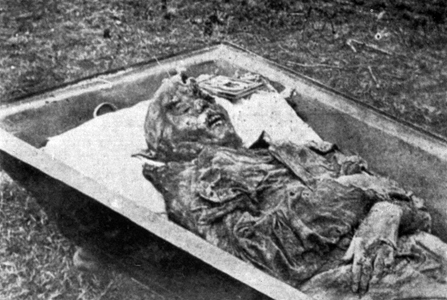
El cuerpo de la condesa Anastasia Hendrikova encontrado en Perm.

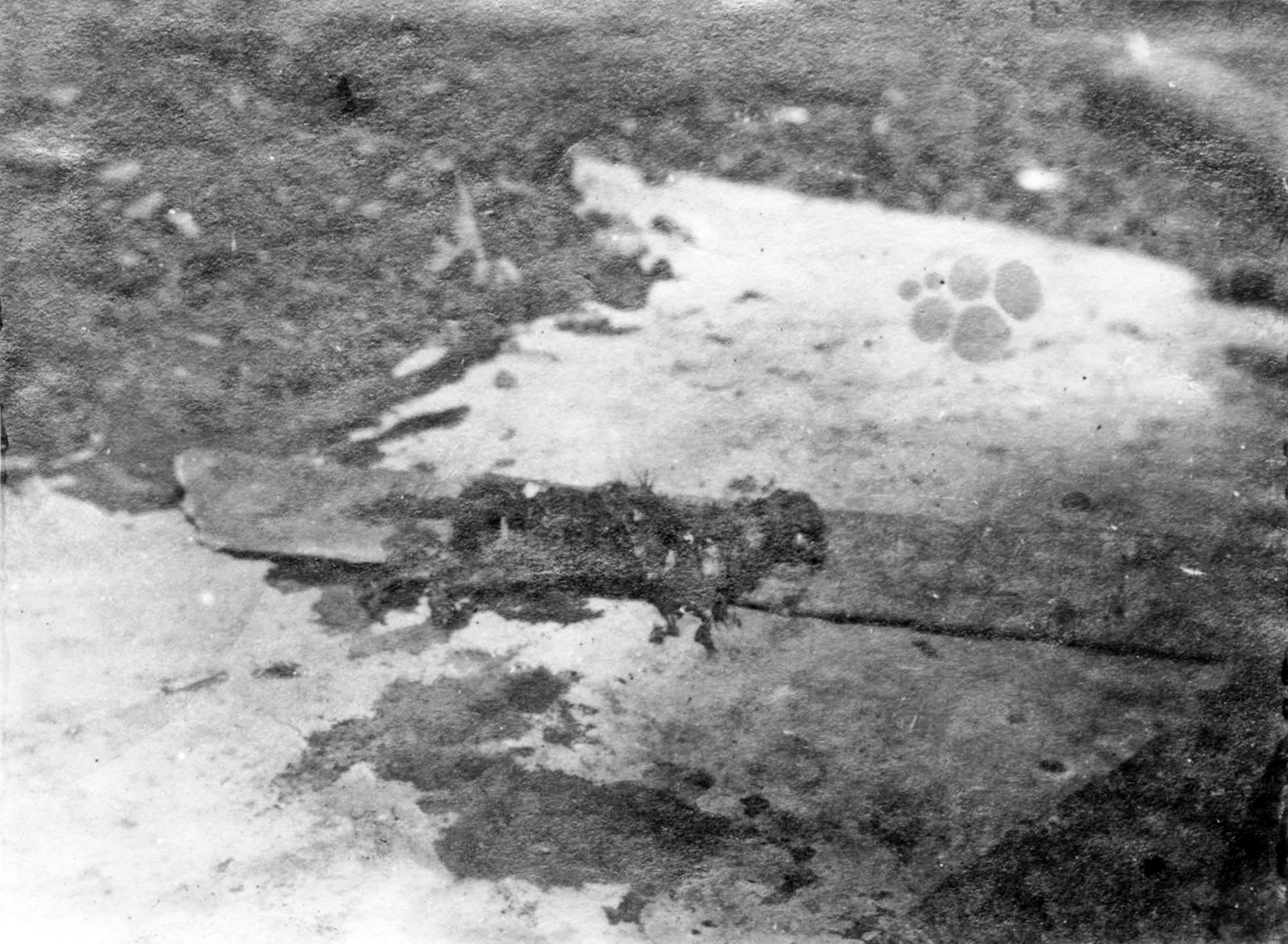
El cadáver del perro "Jimmy" encontrado por Nikolái Sokolov.

Sokolov descubrió una gran cantidad de pertenencias y objetos de valor de los Románov que fueron ignorados por Yurovski y sus hombres dentro y alrededor del pozo de mina donde inicialmente se desecharon los cuerpos. Entre ellos se encontraban fragmentos de huesos quemados, grasa congelada, la dentadura superior postiza y anteojos del Dr. Botkin, las varillas de seis corsés (había seis mujeres en el grupo, la zarina, sus cuatro hijas y la sirvienta), insignias y hebillas de los uniformes que se sabía usaban el zar y el zarévich, zapatos, llaves, perlas y diamantes, algunas balas gastadas, trozos de las botellas de cristal con el ácido sulfúrico y parte de un dedo femenino cortado. El cadáver del toy spaniel inglés de Anastasia, Jimmy, también fue encontrado en el pozo. El pozo no reveló rastros de ropa, lo que era consistente con el relato de Yurovski de que toda la ropa de las víctimas fue quemada. Sokolov finalmente no pudo encontrar el lugar de enterramiento oculto en el camino de Koptyakí; irónicamente, fotografió el lugar como evidencia de dónde se había quedado atascado el camión Fiat en la mañana del 19 de julio. El inminente regreso de las fuerzas bolcheviques en julio de 1919 lo obligó a evacuar, trayendo consigo la caja que contenía las reliquias que recuperó. Sokolov acumuló ocho volúmenes de cuentas fotográficas y de testigos oculares. Murió en Francia en 1924 de un ataque al corazón antes de poder completar su investigación. La caja está almacenada en la Iglesia Ortodoxa Rusa de Saint Job en Uccle, Bruselas.

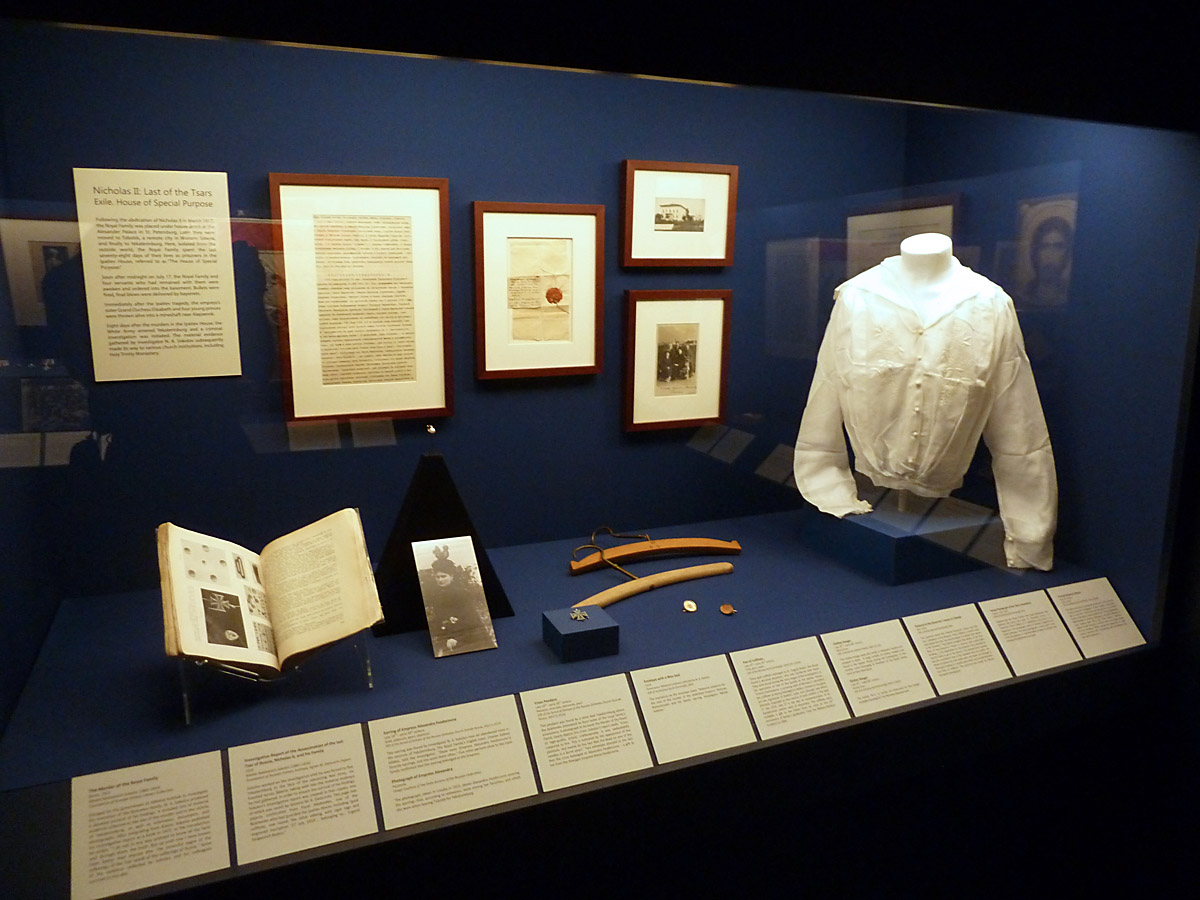
Objetos recuperados de los Románov exhibidos en el Seminario de la Santísima Trinidad en Jordanville, Nueva York. A la derecha hay una blusa que perteneció a una de las grandes duquesas.

Su informe preliminar fue publicado en un libro ese mismo año en francés y luego en ruso, y fue la única explicación histórica aceptada sobre los asesinatos hasta 1989. Llegó a la conclusión errónea de que los prisioneros murieron instantáneamente a causa del tiroteo, con la excepción de Alekséi y Anastasia, quienes fueron asesinados a tiros y bayonetazos y que los cuerpos fueron destruidos en una gran hoguera. La publicación y aceptación mundial de la investigación llevó a los soviéticos a emitir un libro aprobado por el gobierno en 1926 que plagió en gran medida el trabajo de Sokolov, admitiendo que la emperatriz y sus hijos habían sido asesinados con el zar. En 1938, Iósif Stalin emitió la prohibición de todas las discusiones sobre los asesinatos de los Romanov y el informe de Sokolov también fue prohibido. El Politburó en la época de Leonid Brézhnev consideró que la Casa Ipátiev no tenía "suficiente importancia histórica" y fue demolida en septiembre de 1977 por el presidente del KGB, Yuri Andrópov, menos de un año antes del sexagésimo aniversario de los asesinatos. Borís Yeltsin, por aquel entonces primer secretario comunista de los Urales y el encargado de llevar a cabo la demolición, escribió posteriormente en sus memorias que "tarde o temprano nos avergonzaremos de esta barbarie". La destrucción de la casa no impidió que peregrinos o monárquicos visitaran el sitio.
El detective aficionado local Aleksandr Avdonin y el cineasta Gueli Ryábov localizaron la tumba poco profunda del 30 al 31 de mayo de 1979 después de años de recolección de evidencias encubiertas y un estudio de evidencias primarias. Se sacaron tres cráneos de la tumba, pero después de no encontrar ningún científico ni laboratorio que ayudaran a examinarlos, y preocupados por las consecuencias de encontrar la tumba, Avdonin y Ryábov los volvieron a enterrar en el verano de 1980. La presidencia de Mijaíl Gorbachov trajo consigo la era de la glásnost («apertura») y la perestroika («reforma»), lo que llevó a Ryábov a revelar la tumba de los Románov a The Moscow News el 10 de abril de 1989, para gran consternación de Avdonin. Los restos fueron desenterrados en 1991 por funcionarios soviéticos en una apresurada 'exhumación oficial' que destruyó el sitio, y con él, valiosas pruebas. Como no había ropa en los cuerpos y el daño infligido fue extenso, persistió la controversia sobre si los restos óseos identificados y enterrados en San Petersburgo como Anastasia eran realmente suyos o de María.
El 29 de julio de 2007, otro grupo aficionado de entusiastas locales encontró el pequeño pozo que contenía los restos de Alekséi y su hermana, ubicado en dos pequeños sitios de fogatas no muy lejos de la tumba principal en el camino de Koptyakí. Aunque los investigadores criminales y genetistas los identificaron como Alekséi y María, permanecen almacenados en los archivos estatales a la espera de una decisión de la iglesia, que exigió un examen más "exhaustivo y detallado".

## Ejecutores

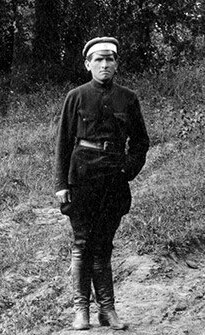
Piotr Ermakov sobrevivió a la guerra civil ileso; sin embargo, a diferencia de los otros asesinos, no recibió premios ni avances, por lo que se volvió amargado. Durante el resto de su vida, luchó implacablemente por la primacía al exagerar su papel en los asesinatos y en la revolución. Los miembros del Partido Comunista local rinden homenaje anualmente a su lápida en el aniversario de los asesinatos, aunque en algunas ocasiones también fue destrozado.

Iván Plótnikov, profesor de historia en la Universidad Estatal de los Urales, ha establecido que los verdugos fueron Yákov Yurovski, Grigori P. Nikulin, Mijaíl A. Medvédev (Kudrin), Piotr Ermakov, Stepán Vagánov, Alekséi G. Kabánov (antiguo Guardia Leib del zar y chekista asignado a la ametralladora del ático), Pável Medvédev, V. N. Netrebin y Y. M. Tselms. Sin embargo, Filipp Goloschokin, asociado cercano de Yákov Sverdlov, que era comisario militar del Uralispolkom en Ekaterimburgo, en realidad no participó, y dos o tres guardias se negaron a participar. Piotr Vóykov recibió la tarea específica de organizar la eliminación de sus restos, obteniendo 570 litros de gasolina y 180 kilogramos de ácido sulfúrico, este último de una farmacia de Ekaterimburgo. Fue testigo, pero luego afirmó haber participado en los asesinatos, saqueando las pertenencias de una gran duquesa muerta. Después de los asesinatos, debía declarar que "el mundo nunca sabrá lo que hicimos con ellos". Vóykov sirvió como embajador soviético en Polonia en 1924, donde fue asesinado por un monárquico ruso en julio de 1927.
Los hombres que fueron cómplices directamente en el asesinato de la familia imperial sobrevivieron en gran medida en los meses inmediatos posteriores a los asesinatos. Stepán Vagánov, socio cercano de Ermakov, fue atacado y asesinado por campesinos a fines de 1918 por su participación en actos locales de represión brutal por parte de la Cheka. Pável Medvédev, jefe de la guardia de la Casa Ipátiev y una de las figuras clave de los asesinatos, fue capturado por el Ejército Blanco en Perm en febrero de 1919. Durante su interrogatorio negó haber participado en los asesinatos y murió en la prisión por tifus. Aleksandr Beloboródov y su adjunto, Borís Didkovski, fueron asesinados en 1938 durante la Gran Purga. Filipp Goloschokin recibió un disparo en octubre de 1941 en una prisión del NKVD y fue enviado a una tumba sin nombre.
Tres días después de los asesinatos, Yurovski informó personalmente a Lenin sobre los acontecimientos de esa noche y fue recompensado con una cita en el Cheka de la ciudad de Moscú. Ocupó una sucesión de puestos económicos y de partido clave, muriendo en el Hospital del Kremlin en 1938 a los 60 años. Antes de su muerte, donó las armas que usó en los asesinatos al Museo de la Revolución en Moscú y dejó tres valiosos, aunque contradictorios, relatos del evento. En una carta final que fue escrita a sus hijos poco antes de su muerte, recordó su carrera revolucionaria y cómo "la tormenta de octubre" había "vuelto su lado más brillante" hacia él, convirtiéndolo en "el más feliz de los mortales". Aunque se afirma que Yurovski nunca expresó su pesar o remordimiento por los asesinatos, un oficial británico que conoció a Yurovski en 1920 registró que estaba arrepentido por su papel en la ejecución de los Románov. Él y su asistente, Nikulin, quien murió en 1964, están enterrados en el cementerio Novodévichi en Moscú. Su hijo, Aleksandr Yurovski, entregó voluntariamente las memorias de su padre a los investigadores aficionados Avdonin y Ryábov en 1978.

### Teorías sobre la autoría
Algunos historiadores atribuyen con fundamentos la orden al Gobierno de Moscú, específicamente a Yákov Sverdlov, Filipp Goloschokin y Vladímir Lenin, quienes deseaban suprimir todo símbolo del zarismo a cualquier coste y se usó como argumento el prevenir el rescate de la familia real por la Legión Checoslovaca (que se aproximaba a la zona en su lucha frente a los bolcheviques en el seno del Ejército Blanco) en el transcurso de la guerra civil rusa. Tal afirmación se apoya en un pasaje del diario de León Trotski. Sin embargo, en unas investigaciones recientes efectuadas por Vladímir Soloviov se afirma que no existe documento alguno que señale a Lenin o Sverdlov como responsables intelectuales; otras fuentes indican que las órdenes fueron  verbales y de modo eufemístico.

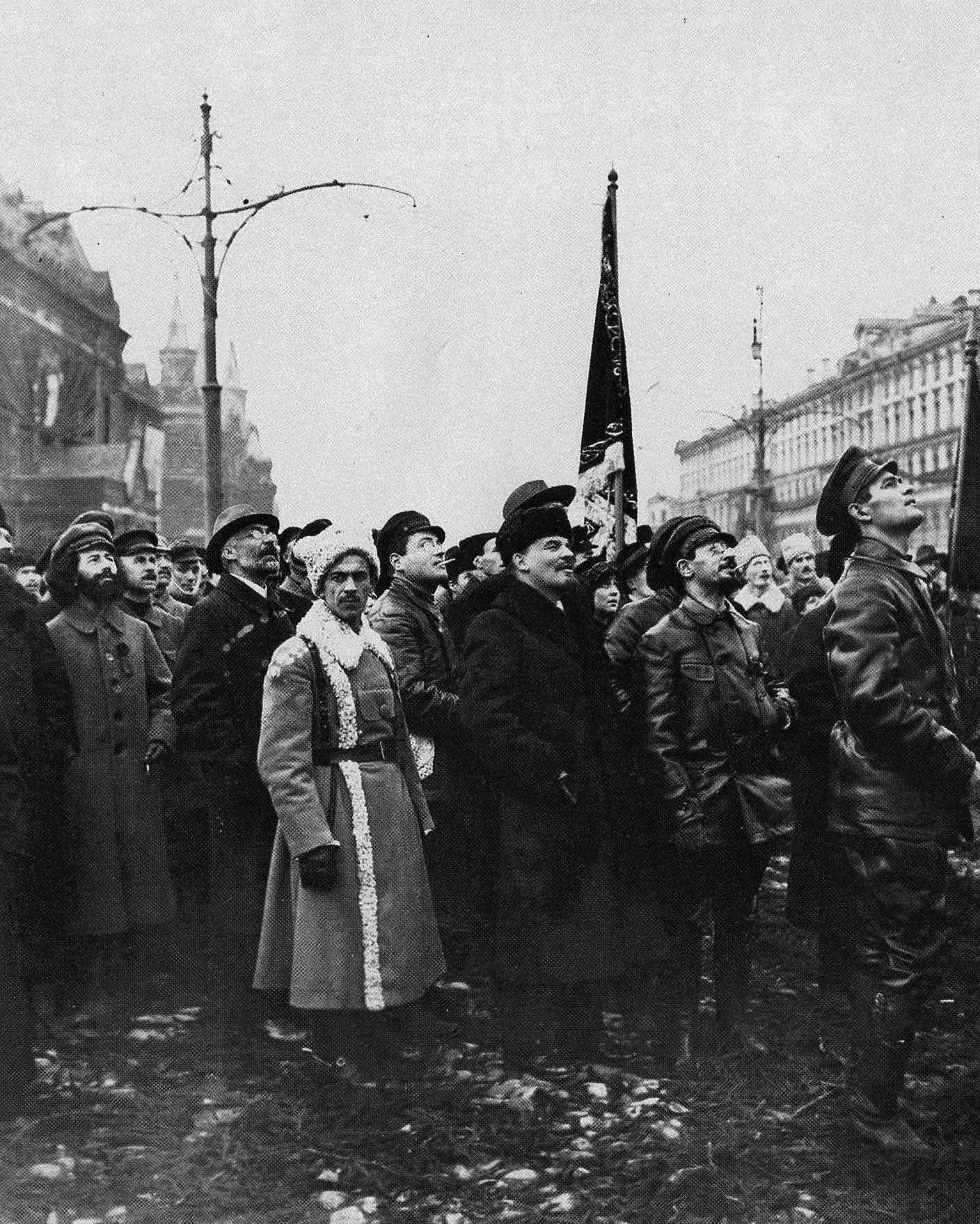
Lenin (centro, de negro) junto a Yákov Sverdlov (a su izquierda, con gorra y gafas) junto al monumento a Marx y Engels en la plaza Voskresénskaya (en la actualidad, plaza de la Revolución) de Moscú el 7 de noviembre de 1918.

Lenin vio la Dinastía Románov como "suciedad monárquica, una desgracia de 300 años" y se refirió a Nicolás II en la conversación y en sus escritos como "el enemigo más malvado del pueblo ruso, un verdugo sangriento, un gendarme asiático" y "un ladrón coronado". Nunca se hizo ni se ocultó cuidadosamente un registro escrito que describe la cadena de mando y que vincula la responsabilidad final del destino de los Románov a Lenin. Lenin operaba con extrema precaución, su método preferido era emitir instrucciones en telegramas codificados, insistiendo en que se destruyera la cinta original e incluso la cinta telegráfica en la que se envió. Los documentos descubiertos en el Archivo n.° 2 (Lenin), el Archivo n.° 86 (Sverdlov), así como en los archivos del Consejo de Comisarios del Pueblo y el Comité Ejecutivo Central Panruso revelan que regularmente se designó a una gran cantidad de "recados" del partido para transmitir su instrucciones, ya sea mediante notas confidenciales o directivas anónimas hechas en nombre colectivo del Consejo de Comisarios del Pueblo. En todas esas decisiones, Lenin insistió regularmente en que no se preservara ninguna evidencia escrita. Los 55 volúmenes de las Obras Completas de Lenin, así como las memorias de quienes participaron directamente en los asesinatos fueron censurados escrupulosamente, enfatizando los roles de Sverdlov y Goloschokin.
Sin embargo, Lenin estaba al tanto de la decisión de Vasili Yákovlev de llevar a Nicolás, Alejandra y María más lejos, a Omsk, en lugar de Ekaterimburgo en abril de 1918, habiéndose preocupado por el comportamiento extremadamente amenazante del Sóviet de Tobolsk y a lo largo del Ferrocarril Transiberiano. La Crónica biográfica de la vida política de Lenin confirma que primero Lenin (entre las 18:00 y las 19:00) y luego Lenin y Sverdlov juntos (entre las 21:30 y las 23:50) tuvieron contacto telegráfico directo con el Sóviet sobre el cambio de ruta de Yákovlev. A pesar de la solicitud de Yákovlev de llevar a la familia más lejos, al distrito más remoto del ókrug Simski gorny en la Gobernación de Ufá (donde podrían esconderse en las montañas), advirtió que "el equipaje" sería destruido si se entregaba al Sóviet, Lenin y Sverdlov se mantuvieron firmes en que fuesen llevados a Ekaterimburgo. El 16 de julio, los editores de un periódico danés interrogaron a Lenin para que "informara amablemente" sobre el rumor de que Nicolás II "había sido asesinado"; él respondió: "Los rumores no son ciertos. El ex zar está a salvo. Todos los rumores son solo mentiras de la prensa capitalista". En este momento, sin embargo, el telegrama codificado que ordenaba la ejecución de Nicolás, su familia y su séquito ya había sido enviado a Ekaterimburgo.
Lenin también recibió con agrado la noticia de la muerte de la Gran Duquesa Isabel, quien fue asesinada en Alapáyevsk junto con otros cinco Románov el 18 de julio de 1918, y señaló que "la virtud con la corona es un mayor enemigo de la revolución mundial que un centenar de zares tiranos". La historiografía soviética retrató a Nicolás como un político débil e incompetente cuyas decisiones condujeron a derrotas militares y la muerte de millones de sus súbditos, mientras que la reputación de Lenin estaba protegida a toda costa, asegurando así que no se lo desacreditara; la responsabilidad de la 'liquidación' de la familia Románov se dirigió al Sóviet de los Urales y a la Cheká de Ekaterimburgo.

## Repercusión
La mañana siguiente, temprano, Yurovski tomó los cadáveres y los escondió en otra parte (56°56′32″N 60°28′24″E / 56.942222, 60.473333). Cuando el vehículo que transportaba los cuerpos se averió, Yurovski procedió a enterrarlos —cubiertos de ácido— en una fosa sellada y escondida bajo escombros, traviesas de ferrocarril y tierra (56°54′41″N 60°29′44″E / 56.9113628, 60.4954326) en la carretera de Koptiaki, un camino para carretas (posteriormente abandonado) situado 19 km al norte de Ekaterimburgo.
En la tarde del 19 de julio, Filipp Goloschokin anunció en la Ópera de Glavny Prospekt que "Nicolás el sangriento" había recibido un disparo y que su familia había sido llevada a otro lugar. Sverdlov otorgó permiso para que el periódico local de Ekaterimburgo publicara la "Ejecución de Nicolás, el asesino coronado sangriento, disparado sin formalidades burguesas pero de acuerdo con nuestros nuevos principios democráticos", junto con la coda que "la esposa y el hijo de Nicolás Románov fueron enviados a un lugar seguro". Un anuncio oficial apareció en la prensa nacional, dos días después. Informó que el monarca había sido ejecutado por orden del Uralispolkom bajo presión planteada por el enfoque de los checoslovacos.
En el transcurso de 84 días después de los asesinatos de Ekaterimburgo, los bolcheviques asesinaron a 27 amigos y parientes más (14 Románov y 13 miembros del séquito y del hogar imperial): en Alapáyevsk el 18 de julio, Perm el 4 de septiembre y la Fortaleza de San Pedro y San Pablo el 24 de enero de 1919. A diferencia de la familia imperial, los cuerpos en Alapáyevsk y Perm fueron recuperados por el Ejército Blanco en octubre de 1918 y mayo de 1919, respectivamente. Sin embargo, solo se conocen los lugares de descanso final de la gran duquesa Isabel Fiódorovna y su fiel compañera hermana Varvara Yákovleva, enterrados uno al lado del otro en la Iglesia de María Magdalena en Jerusalén.
La prensa nacional publicó un anuncio oficial dos días más tarde. El zar había sido ajusticiado siguiendo órdenes del Uralispolkom bajo la presión de la aproximación de la Legión Checoslovaca. Aunque las fuentes oficiales soviéticas señalaban al Uralispolkom como responsable, León Trotski involucraba en su diario a Lenin. Trotski escribió:

Mi siguiente visita a Moscú tuvo lugar después de la caída de Ekaterimburgo. Hablando con Sverdlov, le pregunté: "Ah, sí, ¿y dónde está el zar?" "Se acabó", respondió. "Ha sido fusilado". "¿Y dónde está su familia?" "Su familia [fue fusilada] con él". "¿Todos ellos?" pregunté, con una aparente sorpresa. "Todos ellos", respondió Yákov Sverdlov. "¿Qué te parece?" me dijo, esperando mi reacción. No di respuesta. "¿Y quién tomó la decisión?" pregunté. "Lo decidimos aquí. Ilich ([Lenin]) creía que no debíamos dejar a los blancos un símbolo vivo por el que reunir apoyos, especialmente bajo las difíciles circunstancias actuales".

Sin embargo, no hay pruebas concluyentes de que Lenin o Sverdlov dieran la orden. V. N. Soloviov, jefe de una investigación realizada por el Comité Investigador de Rusia en 1993 sobre el fusilamiento, concluyó que no había documentos fiables que señalaran a Lenin o Sverdlov como responsables. Declaró:

Según la presunción de inocencia, nadie puede ser declarado culpable sin pruebas. En el caso criminal, los expertos de las autoridades realizaron una búsqueda sin precedentes de fuentes de archivos empleando todos los materiales disponibles. Entre esos expertos se encontraba Serguéi Mironenko, director del archivo más grande del país, el Archivo Estatal de la Federación de Rusia. En el estudio participaron los principales expertos en la materia (historiadores, archivistas). Puedo decir, con seguridad, que hoy no existe un documento fiable que pruebe la iniciativa de Lenin y Sverdlov.
V.N. Solovyov

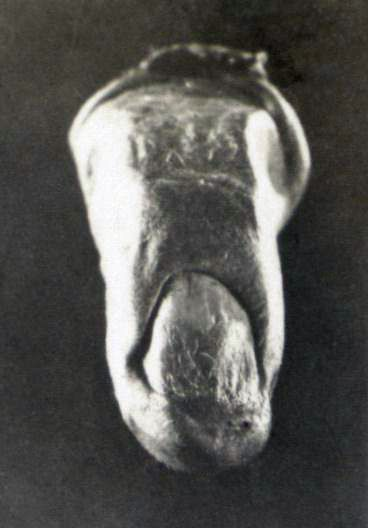
Dedo pulgar hallado en la mina de los Cuatro hermanos por Sokolov en 1919 (pertenecía a Anna Demídova)

En 1993, se publicó el relato de 1922 de Yákov Yurovski. Según el mismo, las unidades de la Legión Checoslovaca se aproximaban a Ekaterimburgo. El 17 de julio de 1918, Yurovski y otros carceleros bolcheviques, temiendo que la Legión liberara a Nicolás tras apoderarse de la ciudad, lo ejecutó junto a su familia. El día siguiente, Yurovski salió rumbo a Moscú con un informe para Sverdlov. Tan pronto como los checoslovacos tomaron Ekaterimburgo, su apartamento fue saqueado.
Con el paso de los años, numerosas personas han asegurado ser miembros de la familia Románov que sobrevivieron al fusilamiento se presentaron a los medios. En mayo de 1979, los restos de la mayor parte de la familia y de sus sirvientes (un total de 9 personas) fueron encontrados por entusiastas aficionados guiados por las investigaciones de Nikolái Sokolov en un lugar llamado  Mina de los cuatro hermanos, los descubridores mantuvieron en secreto el hallazgo por la prevalencia del sistema soviético hasta la caída del comunismo. En julio de 1991, se exhumaron cinco cuerpos: el del zar, la zarina y tres de sus hijas. Los restos de Alekséi y Anastasia serían descubiertos años más tarde, en 2007,  en un sector relativamente cercano cubierto de ortigas llamado Coto del Jabalí o Pradera del cerdo, en muy malas condiciones ya que había sido casi totalmente fragmentados mecánicamente a golpes, con este hallazgo se completó la familia y de paso eliminando mitos y falsedades.
Los dos cuerpos restantes fueron descubiertos en 2007.

### Pruebas de identificación por ADN
Investigadores del Comité de Investigaciones Criminalísticas de Rusia en cooperación con el Centro de Medicina forense Federal de dirigidos por Serguéi Abrámov comenzaron a armar el rompecabezas que presentaban los restos.
Los cráneos (la mayoría fragmentados y quemados) fueron reconstruidos hasta donde era posible, los esqueletos fueron reconstruidos en orden anatómico basado en pruebas de ADN y análisis forenses meticulosos. El proceso de identificación de los restos mortales fue exhaustivo. Las autoridades rusas enviaron muestras al Reino Unido y a Estados Unidos para realizar exámenes genéticos. Los resultados mostraron que cinco de los esqueletos tenían relación genética entre sí y pertenecían a miembros de una misma familia, y otros cuatro no presentaban ninguna vinculación. Tres de los cinco cadáveres pertenecían a hijos y padres presentes en los restos.

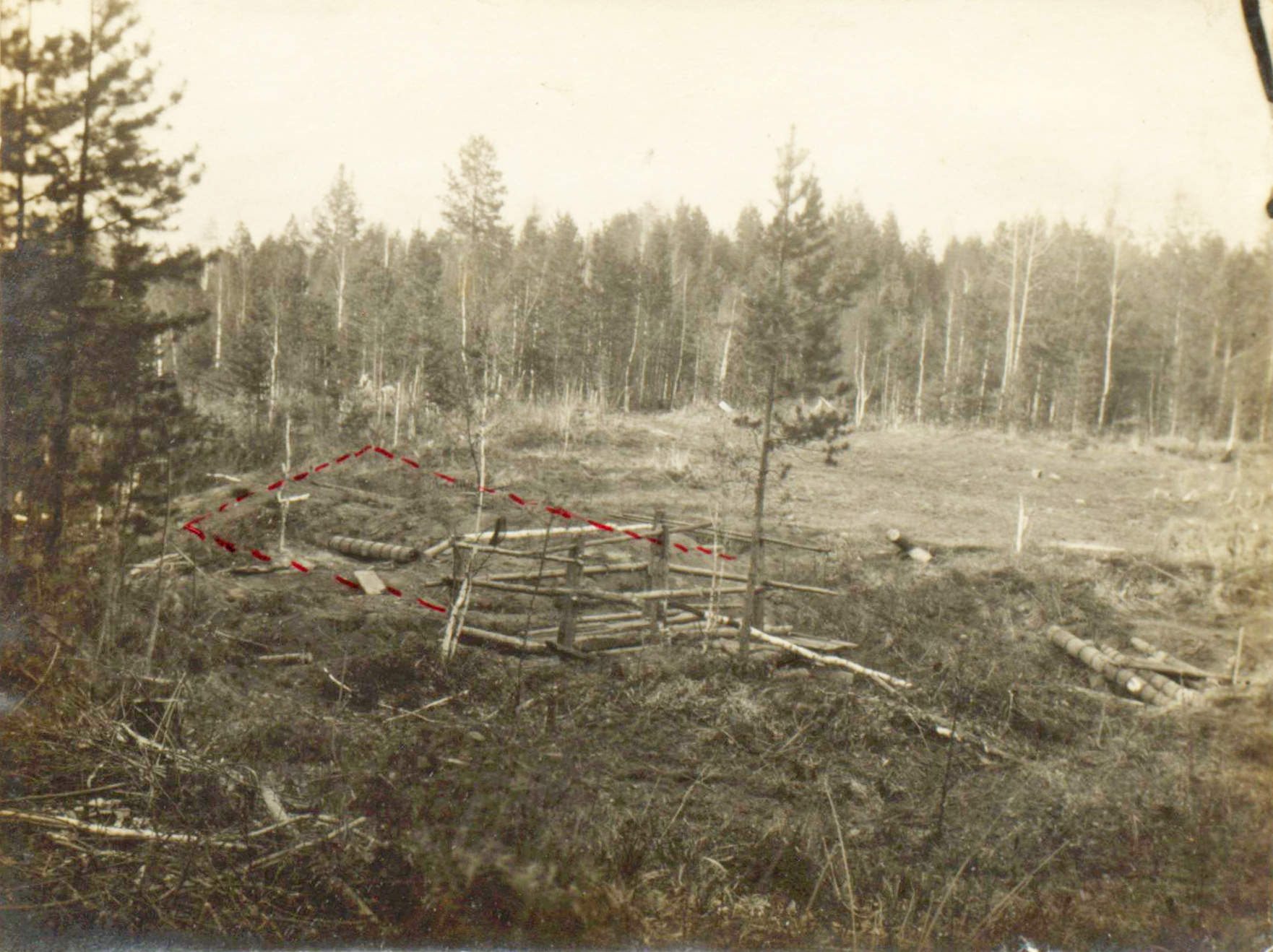
Mina -Los cuatro hermanos en Gánina Yama- (1919) Foto tomada por Sokolov antes de remover el sitio para inspeccionar (la línea roja indica el lugar del probable enterramiento).

1. La madre tenía vínculos genéticos por vía materna con Felipe de Edimburgo (nieto de la hermana mayor de Alejandra: Victoria de Hesse-Darmstadt), quien dio una muestra de ADN que encajaba con la de los restos. Paralelamente científicos forenses británicos y estadounidenses recibieron contramuestras de la médula ósea. Ambos estamentos iniciaron la identificación vía ADN mitocondrial, para ello se consiguieron muestras de sangre de parientes vivos que pertenecieran al lado materno de la línea Romanov.
2. El padre tenía relación con Jorge Aleksándrovich Románov, hermano pequeño de Nicolás II.

Los científicos británicos que realizaron las pruebas, aseguraron estar seguros al 98,5 % de que los restos pertenecían al zar, su familia y sus sirvientes. Las reliquias del incidente de Ōtsu, un intento fallido de asesinato contra Nicolás efectuado en 1891, no sirvieron para aportar pruebas suficientes, ya que se encontraban contaminadas. El esqueleto de Nicolás II se identificó inicialmente el 22 de junio de 1992 y esta identificación se confirmó como tal finalmente el 5 de diciembre de 2008, tras varias pruebas de ADN efectuadas por científicos rusos y estadounidenses.

### Destino de los restos mortales
Tras las pruebas de ADN, los restos fueron trasladados con honores de Estado a la capilla de Santa Catalina de la Catedral de San Pedro y San Pablo de San Petersburgo, donde descansan los restos de la mayoría de los monarcas rusos desde Pedro el Grande. El presidente Borís Yeltsin y su esposa asistieron al funeral, junto a varios parientes de los Románov (entre ellos Miguel de Kent).
El 15 de agosto del 2000, la Iglesia ortodoxa rusa anunció la canonización de la familia por su «humildad, paciencia y mansedumbre». Sin embargo, ante el fuerte debate que generó el anuncio, los obispos no proclamaron a los Románov como mártires, sino como portadores de la Pasión (canonización de los Románov). El 1 de octubre de 2008, la Corte Suprema de Rusia reconoció a Nicolás II y su familia como víctimas de la represión política y los rehabilitaron.
El 26 de agosto del 2010 un tribunal ruso ordenó reabrir la investigación sobre el asesinato de Nicolás II y su familia, aunque se cree que los bolcheviques habrían participado en el fusilamiento, ya han muerto. La principal unidad de investigación del fiscal general de Rusia anunció que cerraba el caso por el gran tiempo transcurrido desde los hechos y porque los responsables, ya habían muerto. Sin embargo, un tribunal de distrito Basmanny ordenó reabrir el caso, alegando que una sentencia hipotética de la Corte Suprema culpó al Estado por las muertes y haría el fallecimiento de los ejecutores irrelevante, según el testimonio de un abogado de los parientes del zar y agencias de noticias locales.

### Tabla forense
| Estudio reconstructivo forense de los restos hallados en Gánina Yama de la familia Románov |  |  |                                                             |  |  |                                        |                |  |                                                                     |  |  |
| Anna Demidova ADN reconstrucción .                                                         |  |  | Vista frontal-Cráneo de Anna Demídova.                      |  |  | Reconstrucción facial de Anna Demídova |                |  | Anna Demidova, Institutriz y dama de compañía.                      |  |  |
| Eugene Botkin ADN reconstrucción                                                           |  |  | Cráneo de Eugene Botkin.                                    |  |  | Reconstrucción facial.                 |                |  | Última fotografía conocida del doctor Eugene Botkin.                |  |  |
| Olga Nikoláyevna Románova (1895-1918) ADN reconstrucción                                   |  |  | Cráneo de la duquesa Olga Románova                          |  |  | Reconstrucción facial                  |                |  | Olga Nikoláyevna Románova (1895-1918) Duquesa Olga Románova (1913). |  |  |
| Tatiana Nikoláyevna de Rusia ADN reconstrucción                                            |  |  | Cráneo de la duquesa Tatiana Románova.                      |  |  | Reconstrucción facial.                 |                |  | Tatiana Nikoláyevna de Rusia (1914)                                 |  |  |
| Anastasia Nikoláyevna de Rusia ADN reconstrucción                                          |  |  | Cráneo de la duquesa Anastasia Románova.                    |  |  | Reconstrucción facial.                 |                |  | Anastasia Nikoláyevna de Rusia Duquesa Anastasia (1914)             |  |  |
| Alejandra Fiódorovna Románova ADN reconstrucción                                           |  |  | Cráneo de la Emperatriz Alejandra.                          |  |  | Reconstrucción facial.                 |                |  | Alejandra Fiódorovna Románova Emperatriz Alejandra (1916)           |  |  |
| Nicolás II de Rusia ADN reconstrucción                                                     |  |  | Cráneo del Zar Nicolás II.                                  |  |  | Reconstrucción facial.                 |                |  | Nicolás II de Rusia Nicolás II (1917)                               |  |  |
| Iván Jaritónov ADN reconstrucción                                                          |  |  | Cuadrícula n.º 8: Restos parciales del cráneo de Jaritónov. |  |  | Reconstrucción facial imposible        | No disponible. |  | Iván Jaritónov Cocinero imperial- Iván M. Jaritónov (1910)          |  |  |
| Alekséi Trupp ADN reconstrucción                                                           |  |  | Cuadrícula n.º 9: Restos parciales del cráneo de Trupp.     |  |  | Reconstrucción facial aproximada,      |                |  | Alekséi Trupp Mayordomo imperial-Alekséi Trupp (1910)               |  |  |